# Tweede stadsmuur van Maastricht
De tweede stadsmuur van Maastricht, ook wel tweede middeleeuwse stadsmuur of  tweede stadsomsluiting van Maastricht, is de tweede stenen stadsmuur, die tijdens de late middeleeuwen tot stand kwam in de toentertijd Luiks-Brabantse stad Maastricht. De 3,6 km lange muur werd vanaf 1294 over een periode van circa twee eeuwen gebouwd ter bescherming van het toen vastgestelde, zeer ruim bemeten stadsgebied op de linker Maasoever. Dit gebied omvatte circa 114 hectare, min of meer overeenkomend met de tegenwoordige CBS-buurten Binnenstad, Boschstraatkwartier, Statenkwartier, Kommelkwartier en een gedeelte van het Jekerkwartier.
Na de opheffing van de vestingstatus van Maastricht in 1867 werd de stadsmuur, inclusief alle poorten, grotendeels gesloopt. Van de grotendeels veertiende-eeuwse muur resteren nog diverse delen aan de zuidzijde van het stadscentrum, ingebed in het Stadspark Maastricht. Daaronder bevinden zich de iconische, deels herbouwde Pater Vincktoren, de waterpoort De Reek en enkele muurfragmenten met een totale lengte van circa 750 meter. Deze zijn beschermd als rijks- of gemeentelijk monument.

## Geschiedenis

### Eerste stadsmuur
Over de bouwgeschiedenis van de eerste middeleeuwse stadsmuur van Maastricht bestaat nog veel onduidelijkheid. De meeste auteurs gaan uit van een ontstaansgeschiedenis in het tweede kwart van de dertiende eeuw. Daarvoor, uiterlijk in 1204, maar mogelijk al in het laatste kwart van de twaalfde eeuw, bestond er een aarden stadswal met daarop houten palissades. Deze primitieve verdedigingswal werd tijdens het Beleg van Maastricht (1204) verwoest door de Luikse bisschop Hugo van Pierrepont, medeheer van het tweeherige Maastricht. In 1229 verleende de andere heer van Maastricht, hertog Jan I van Brabant, toestemming voor de bouw van een stenen stadsmuur. Waarschijnlijk werd nog in hetzelfde jaar begonnen met het (opnieuw) opwerpen van aarden wallen en het graven van grachten, voor zover die niet al eerder waren hersteld, alsmede de bouw van stadspoorten en waltorens. Van de enige bewaard gebleven poort, de Helpoort, wordt aangenomen dat deze in zijn huidige, stenen vorm dateert uit circa 1230. Mogelijk waren de poorten aanvankelijk met elkaar verbonden door aarden wallen met palissades, maar lang kan deze situatie niet geduurd hebben. De stenen muur was vermoedelijk omstreeks 1250 voltooid. Over het functioneren van de muur tijdens de Luiks-Brabantse oorlogen (1204-1378), zoals het beleg van 1267 en dat van 1303, zijn nauwelijks details bekend.

### Bouw tweede stadsmuur
Enkele decennia na de voltooiing van de eerste stadsmuur, nog in de dertiende eeuw, ontstond de wens om een groter stadsgebied te ommuren. De bouw van de tweede middeleeuwse stadsmuur begon aan het einde van de dertiende eeuw voortvarend, maar sleepte zich daarna de gehele veertiende en een groot deel van de vijftiende eeuw voort. In 1294 vonden voor zover bekend de eerste werkzaamheden aan de nieuwe enceinte plaats. Dit betrof de aanleg van niet nader omschreven versterkingen (moenia) bij het Antonietenklooster, enkele honderden meters ten noorden van de toenmalige ommuurde stad. Tussen 1297 en 1300 werden ten minste drie nieuwe stadspoorten gebouwd: de Boschpoort, de Brusselsepoort en de Tongersepoort. Het feit dat de bouw van die poorten twee of drie jaar in beslag nam, doet vermoeden dat de poorten van meet af aan in steen werden gebouwd. Ook het feit dat de Brusselsepoort in 1439 dringend restauratie behoefde, lijkt op een vroege totstandkoming te wijzen.

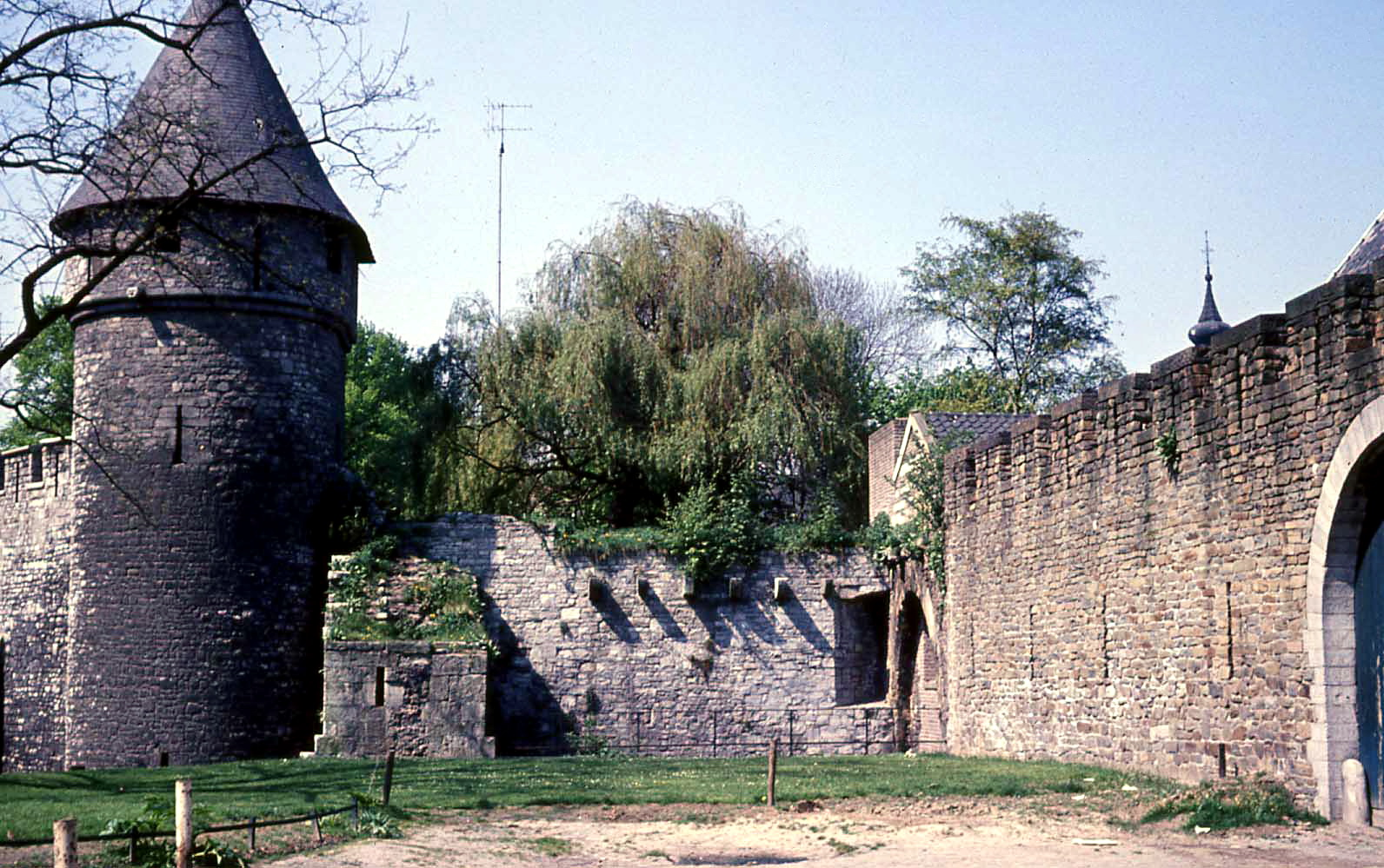
Aansluiting tweede stadsmuur (links, met Pater Vincktoren) op de eerste muur (rechts). Merk het verschil in materiaal op: links grijze natuursteen; rechts bruine kolenzandsteen

Na de bouw van de stadspoorten raakte de vaart er uit. Morreau vermoedt dat men pas tegen het midden van de veertiende eeuw verder is gegaan met de bouw van de stenen muur, waarschijnlijk eerst aan de zuidzijde van de stad, beginnend bij de later zo genoemde Pater Vincktoren en eindigend voorbij de eerste toren westelijk van het Nieuwenhofpoortje. Financiële bijdragen aan de bouw van de muur werden omstreeks 1375 geleverd door de beide stadskapittels en door prins-bisschop Jan van Arkel , die in deze periode zijn toevlucht in Maastricht had genomen. In 1380 werd de circa 4,4 km lange enceinte (waarvan 3575 m nieuw en 850 m al bestaande muur) in gebruik genomen. De oppervlakte van de ommuurde stad op de linker Maasoever was meer dan verdrievoudigd: van 36 hectare naar 114 hectare. Dat de muur nog lang niet af was, blijkt uit het feit dat in de jaren daarna gewoon verder werd gebouwd. Aan het einde van de veertiende eeuw was de stad weliswaar geheel omsloten door de nieuwe enceinte, maar deze was met name aan de noord- en westzijde nog niet op de gewenste hoogte. In dit gedeelte lagen tevens twintig onafgebouwde muurtorens.
In de vijftiende eeuw werd de muur verder afgebouwd, waarbij in sommige gevallen eerder gebouwde muurdelen moesten worden afgebroken. Tussen 1400 en 1450 werd onder andere gewerkt aan de bovenbouw van de muurdelen en torens tussen de Sint-Pieterspoort en de Brusselsepoort, het middendeel van de noordelijke Maastoren ("toren achter de Biesen"), en de uitbouw van twee of drie stadspoorten (flankeringstorens van de Sint-Pieterspoort, barbacane van de Lindenkruispoort en mogelijk ook de barbacane van de Boschpoort). Tussen 1450 en 1500 werd de muur min of meer voltooid, waarvoor de stad zich diep in de schulden moest steken. De voornaamste werkzaamheden, beschreven door tijdgenoot Matthaeus Herbenus, bestonden uit: de bovenbouw van het muurdeel ten oosten van de Tongersepoort en ten noordoosten van de Lindenkruispoort, de flankeringstorens van de Tongersepoort (gedeeltelijk), de barbacane van de Brusselsepoort, de restauratie in Naamse steen van de Boschpoort en de voltooiing van de toren achter de Biesen. Sommige muurtorens en de flankeringstorens van de Tongersepoort waren aan het einde van de eeuw vermoedelijk nog niet voltooid. In de vijftiende eeuw werd ook de stadsgracht aanzienlijk verbreed. De uitbreiding van de Nieuwstad, die aan het einde van de vijftiende eeuw begon, wordt elders besproken.
De eerste helft van de zestiende eeuw was een periode van voortdurende oorlogsdreiging (o.a. Gelderse Oorlogen), waarbij vanuit Brussel, het bestuurscentrum van de Habsburgse Nederlanden, druk werd uitgeoefend op de Maastrichtenaren om de weerbaarheid van de vesting te verbeteren. Enkele muurdelen moesten in deze periode worden herbouwd, onder andere in het zuidelijk stadsdeel (vanwege een Jekeroverstroming), bij Hoog Frankrijk (waar een deel was ingestort) en bij de Boschpoort. Vanaf 1525 werd achter de Biesen gewerkt aan het nieuwe Schonenvaardersbolwerk. Van 1542 tot 1544 werd tegen de binnenzijde van de stadmuur – met uitzondering van de Maasmuur – een aarden verstevigingswal opgeworpen, dit in verband met het steeds zwaarder wordende geschut. Voorafgaand waren alle muurbogen met mergelblokken dichtgemetseld. Tegelijkertijd werden op strategische plaatsen katten of cavaliers aangelegd, extra hoge wallen aan de stadszijde van de muur, waarop een batterij geschut kon worden opgesteld. Als extra beveiliging werden aan de stadszijde van enkele hoofdpoorten retranchementen aangelegd. Eveneens rond deze tijd werd een begin gemaakt met het verlagen van de muurtorens tot muurhoogte, waarna ze, volgestort met aarde, eveneens bruikbaar werden om geschut te plaatsen. Het ombouwen van de muurtorens, waarvan sommige nog maar kort tevoren waren voltooid, tot rondelen duurde vermoedelijk enkele tientallen jaren. Omdat de financiële positie van de stad onverminderd slecht was, werd steeds vaker een beroep gedaan op de Maastrichtse ambachten om aan de vesting te werken. Toezichthouders op de werkzaamheden aan de Maastrichtse fortificaties waren onder anderen de Brusselse burgemeesters Jan van Locquenghien en Jan Pipenpoy, die in de jaren 1550 namens de landvoogdes Maria van Hongarije optraden.
Na de ombouw van de rondelen en het gereedkomen van de binnenwal, de katten en de retranchementen, had de tweede enceinte rond het midden van de zestiende eeuw min of meer zijn definitieve vorm gekregen. In de eeuwen die volgden vonden vrijwel doorlopend herstel- en verbeteringswerkzaamheden plaats, maar de basisvorm van de muur bleef ongewijzigd. Bij het beleg van 1579 was de toren bij de Tongersekat volledig verwoest. De toren werd niet herbouwd; de zuidwesthoek van de vesting kreeg toen de nog bestaande saillantvorm. Nog voor het beleg van 1579 waren de stadspoorten aan de veldzijde uitgebreid met ravelijnen. Datzelfde was gebeurd op de noordelijke Maaspunt, waar het Schonenvaardersbolwerk was opgenomen in het Biesenbastion. Later werden de poortravelijnen vervangen door bastions. Hoewel deze werken nog verbonden waren met de hoofdwal, worden ze gezien als de eerste buitenwerken. In de zeventiende en achttiende eeuw zou de immer uitdijende gordel van buitenwerken steeds meer de functie van primaire verdedigingslinie overnemen van de tweede stadsmuur.

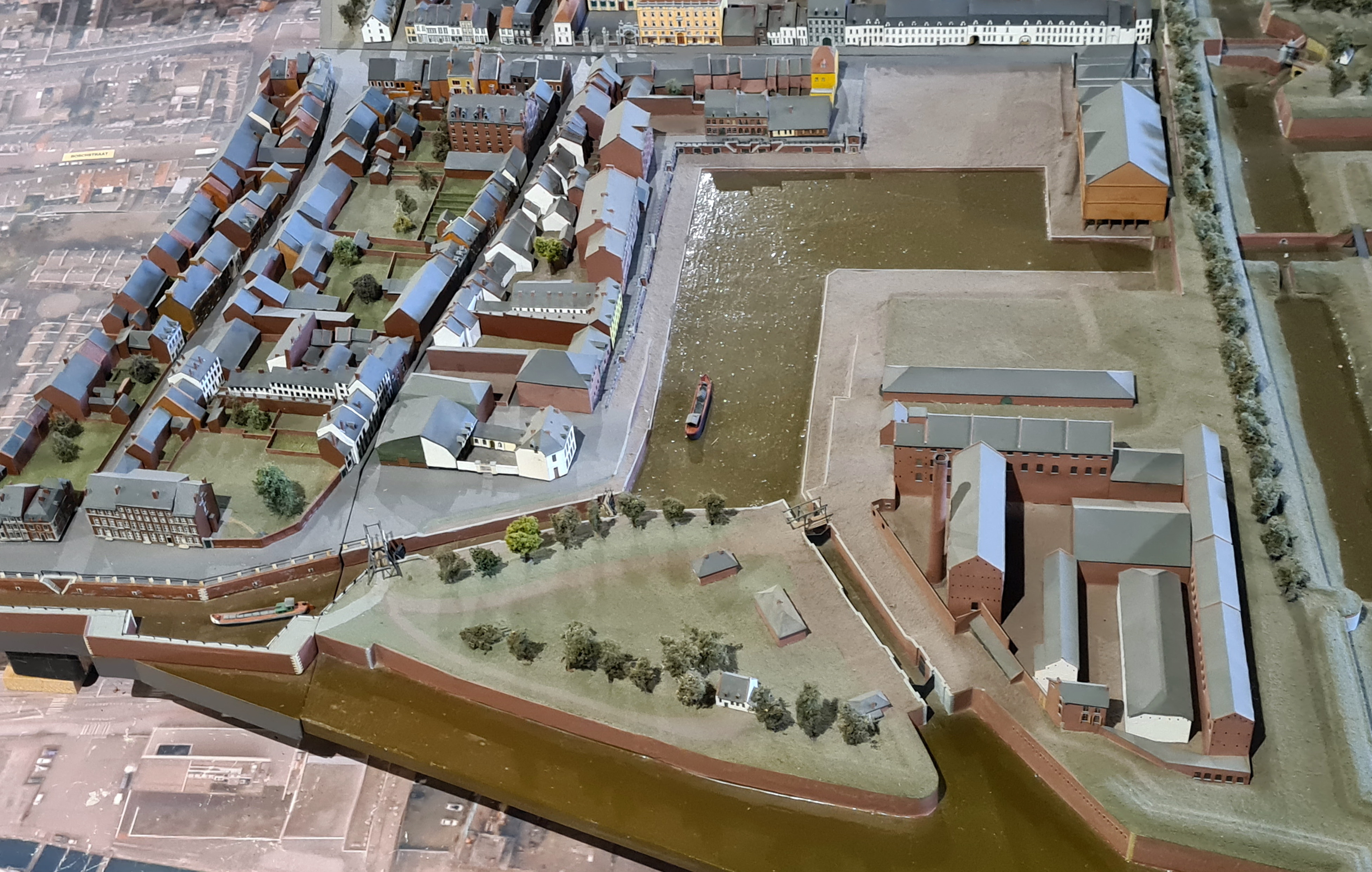
Detail Maquette Maastricht 1867. Rechtsboven: Boschpoort en coupure Zuid-Willemsvaart (1824). Rechtsonder: verbinding Bassin-Maas (1825). Linksonder: verbinding Bassin-Kanaal Luik-Maastricht (sluis 6, ca. 1850)

Na het beleg van 1632 moesten tal van bressen in de muur worden hersteld. Omstreeks 1640 werd ook de Maasmuur aan de binnenzijde voorzien van een aarden wal. Dertig jaar later werden de aarden binnenwallen elders verbreed en op sommige plaatsen verstevigd met schoormuren. De vernieuwde wallen werden beplant met bomen. Tijdens de Franse bezetting van 1673-1678 werd het Jekerkanaal aangelegd, waardoor onder andere de watervoorziening in de noordelijke stadsgracht ("der lange grave") werd verbeterd. In diezelfde periode, in 1676, werd de Lindenkruispoort buiten werking gesteld. De poort werd al spoedig aan het oog onttrokken door aardwerken, eerst aan de stadszijde, later ook aan de veldzijde. Na de kruitramp van 1761, waarbij een twintigtal doden vielen, werd de kat Brandenburg, waaronder zich het ontplofte kruitmagazijn bevond, grotendeels herbouwd. In de hoofdwal moest een 40 m brede en 10 m diepe bres worden gedicht. Ook in de negentiende eeuw vonden nog regelmatig herstel- en verbeteringswerkzaamheden aan de stadsomsluiting plaats. De aanleg van de Zuid-Willemsvaart en het Bassin (1822-1826) maakte twee coupures in de enceinte noodzakelijk: een bijna 17 m lange doorvaart ten oosten van de Boschpoort ten behoeve van de vaart, en een coupure in de Maasmuur voor de verbinding tussen Bassin en Maas. De aanleg van het Kanaal Luik-Maastricht (1845-1850, vanaf 1847 op Nederlands gebied) betekende min of meer het einde van de defensieve waarde van de Maasmuur, en was daarmee een voorafspiegeling van het einde van de vesting in 1867.

### Tweede stadsmuur als primaire verdedigingsmuur
Na de ingebruikname van de tweede enceinte in 1380 fungeerde deze als primaire verdedigingslinie, hoewel de stadsmuur nog lang niet overal op hoogte was. De eerste enceinte bleef nog zeker twee eeuwen reserveverdedigingslinie, maar tot een actieve inzet van de dertiende-eeuwse stadsmuur is het nooit gekomen. Bij de vele belegeringen na 1380 was het de tweede stadsomsluiting die de klappen op moest vangen, in elk geval tot aan de grootschalige uitbouw van de gordel van buitenwerken in de zeventiende en achttiende eeuw, die daarna steeds meer de rol van primaire verdedigingslinie ging vervullen. Pas vanaf 1567 had Maastricht een permanent garnizoen. Voor die tijd vond de verdediging plaats door de eigen burgerij. De stadsmuur, die stedelijk eigendom was, werd in oorlogstijd bezet door de kerspels, waarbij ieder kerspel de verantwoordelijkheid droeg voor een deel van de muur.

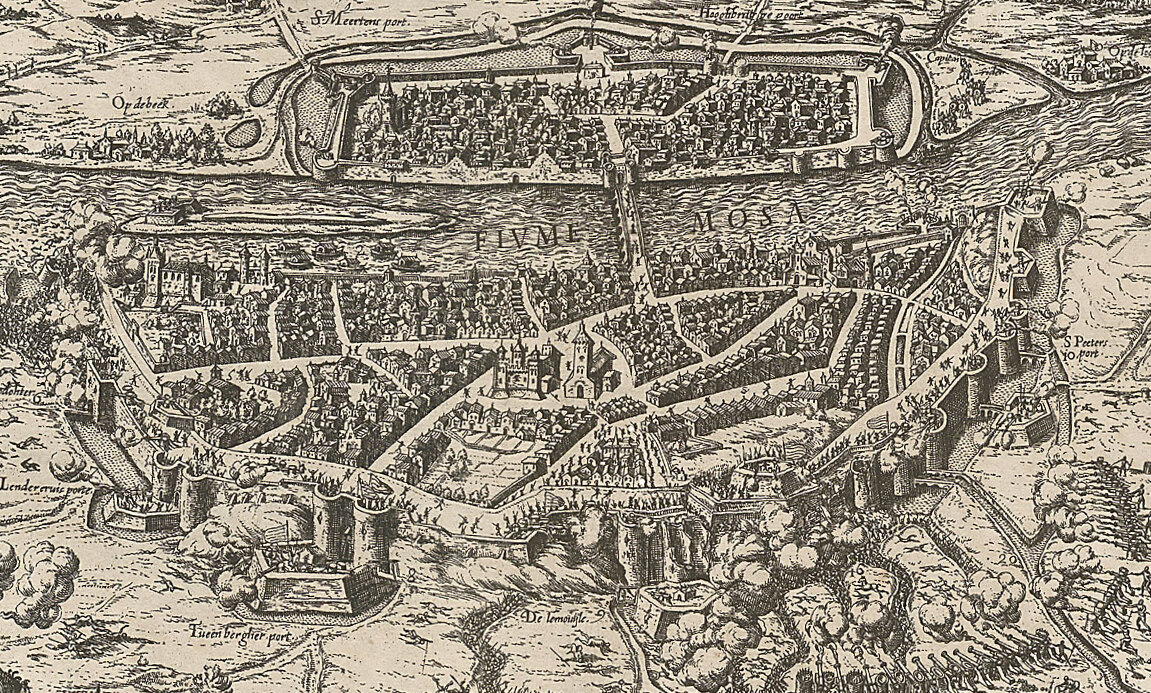
Vrij realistische voorstelling van het Beleg van Maastricht (1579) met o.a. de zware strijd bij de Tongersekat. Duidelijk te zien zijn de tot muurhoogte verlaagde waltorens met geschut en de ravelijnen bij de stadspoorten (detail kopergravure Natale Bonifacio, ca. 1580)

Het beleg door de Luikenaren (1407-1408) was waarschijnlijk de eerste 'testcase' voor de effectiviteit van de nieuwe stadsmuur, die toen nog gedeeltelijk onvoltooid was. Bij de belegering – eigenlijk twee belegeringen – slaagden de Luikse en Loonse opstandelingen er niet in om Maastricht, waar prins-bisschop Jan van Beieren tijdelijk zijn toevlucht had genomen, in te nemen. In 1465 dreigde opnieuw een Luikse belegering, maar dat liep met een sisser af. In 1489 deed Robrecht I van der Marck, hertog van Bouillon en een broer van de in 1485 op het Vrijthof onthoofde Willem I van der Marck, een poging, maar ook hij werd door de Maastrichtenaren op de vlucht gedreven. In hoeverre de toen bijna voltooide stadsomsluiting daarin een rol speelde, is moeilijk vast te stellen.
Bij het eerder genoemde beleg van 1579 wist Alexander Farnese met zijn circa 20.000 manschappen na bijna vier maanden de stad met veel geweld in te nemen. Naast de verschrikkingen van het beleg zelf en de drie dagen van moord en plundering die volgden op de inname, moet het voor de Maastrichtenaren een desillusie zijn geweest dat de vesting kon worden ingenomen, ondanks de vele opofferingen die men in de jaren daarvoor gebracht had in de vorm van gedwongen tewerkstelling en verhoogde belastingen. In de eeuwen daarna wisselden succesvolle en mislukte belegeringen elkaar af: Frederik Hendrik (1632), Lodewijk XIV (1673), Maurits van Saksen (1748) en Kléber (1794) slaagden er wel in Maastricht tot overgave te dwingen; De Moncada (1634), Willem III (1676) en De Miranda (1793) niet. Uiteraard speelden velerlei factoren daarbij een rol, maar de ommuurde stad met haar almaar uitdijende vestinggordel had haar reputatie als "sleutel van Brabant" en "bolwerk der Nederlanden" gevestigd. Daardoor zullen wellicht ook potentiële belegeraars zijn afgeschrikt. Anderzijds kan men zich afvragen of diezelfde reputatie andere, eerzuchtige belegeraars juist heeft aangetrokken.

### Ontmanteling, sloop, behoud en restauratie
Op 29 mei 1867 ondertekende koning Willem III der Nederlanden, na lang aandringen van onder andere de gemeente Maastricht, het besluit tot opheffing van de vestingstatus van Maastricht, Venlo, Bergen op Zoom, Vlissingen en enkele andere vestingen. In de maanden daarna werd de vesting Maastricht in opdracht van het Ministerie van Oorlog ontmanteld, waarna de gronden op 15 oktober 1868 werden overgedragen aan de Dienst der Registratie en Domeinen, ressorterend onder het Ministerie van Financiën, voor eventuele sloop, verkoop en herbestemming. Als toeziend ingenieur werd aangesteld F.W. van Gendt. De stadspoorten, die onder de zeggenschap van het gemeentebestuur vielen, werden tussen 1867 en 1870 als eerste gesloopt (de al veel eerder buiten gebruik gestelde Lindenkruispoort in 1874). De afbraak van stadsmuren, wallen en buitenwerken zou nog tot de jaren 1930 doorgaan. Door toedoen van Victor de Stuers en anderen (zie hieronder) bleven hier en daar delen van de eerste en tweede stadsmuur gespaard, vooral in het zuidelijk stadsdeel.
De ontmanteling van de vesting Maastricht werd door de meeste tijdgenoten gezien als het begin van een periode van grotere welvaart. Tegen de afbraak van de eeuwenoude stadspoorten rees dan ook nauwelijks protest. Bij de start van de afbraak van de Tongersepoort in december 1867 was geen enkele bepaling opgenomen over documentatie en oudheden. Door toedoen van de kunstenaar-historicus Alexander Schaepkens (1815-1899) en de jonge Victor de Stuers (1843-1916), die nog in Leiden studeerde toen de sloop begon, werd bij de sloopbestekken van de andere poorten bepaald dat tekeningen en foto's gemaakt moesten worden. De tekenaar Johannes Brabant (1806-1886) maakte in opdracht van het Geschied- en Oudheidkundig Genootschap gedetailleerde tekeningen. De fotograaf Theodor Weijnen (1835-1904) fotografeerde de te slopen vestingwerken, met name de tweede stadsmuur en zijn poorten.
Sloop van de tweede enceinte in jaartallen
- winter 1867-68: Tongersepoort[40][41]
- voorjaar 1868: Brusselsepoort[40][42]
- 1868: muur/wal tussen Tongersestraat en Hoog Frankrijk (grotendeels)[43]
- zomer 1868: Onze-Lieve-Vrouwepoort[44]
- 1869: noordelijke Maasmuur[45]
- voorjaar 1869: Sint-Pieterspoort[46][47]
- winter 1869-70: Boschpoort[48][49]
- 1870: muur/wal bij Boschstraat[43]
- najaar 1874: Lindenkruispoort[50][51]
- 1874: muur/wal bij Lindenkruis/Capucijnenstraat[43]
- zomer 1875: muur/wal tussen Boschstraat en Maas[52]
- 1876: muur/wal tussen Brusselsestraat en Capucijnenstraat[43]
- 1877: muur/wal tussen Tongersestraat en Brusselsestraat (restant)[43]
- 1895: zuidelijke Maasmuur (deels)[45]
- 1899: muur/wal bij Herbenusstraat (restant)[43]
- 1904-05: zuidelijk deel Onze-Lieve-Vrouwewal[53]
- 1909: wal bij Nieuwenhofpoortje (afgraving)[43]
- 1911: wal aan Nieuwenhofstraat (afgraving)[43]
- 1911: muur/wal bij Herbenusstraat (restant)[43]
- 1913: muur/wal bij Herbenusstraat (restant)[43]

Sloop van de tweede enceinte, gefotografeerd door Theodor Weijnen (1835-1904)

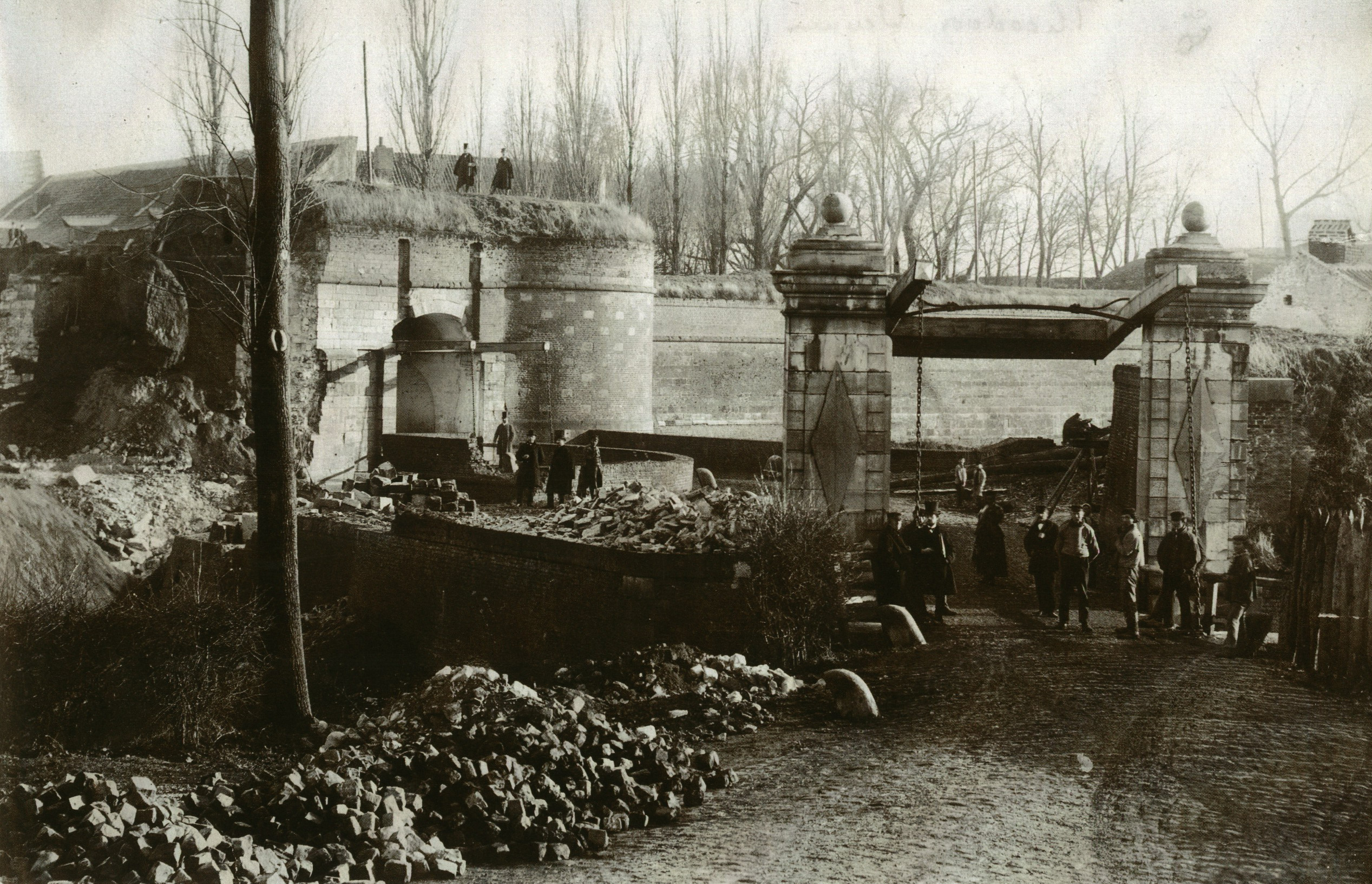
Tongersepoort, veldzijde (januari 1868)
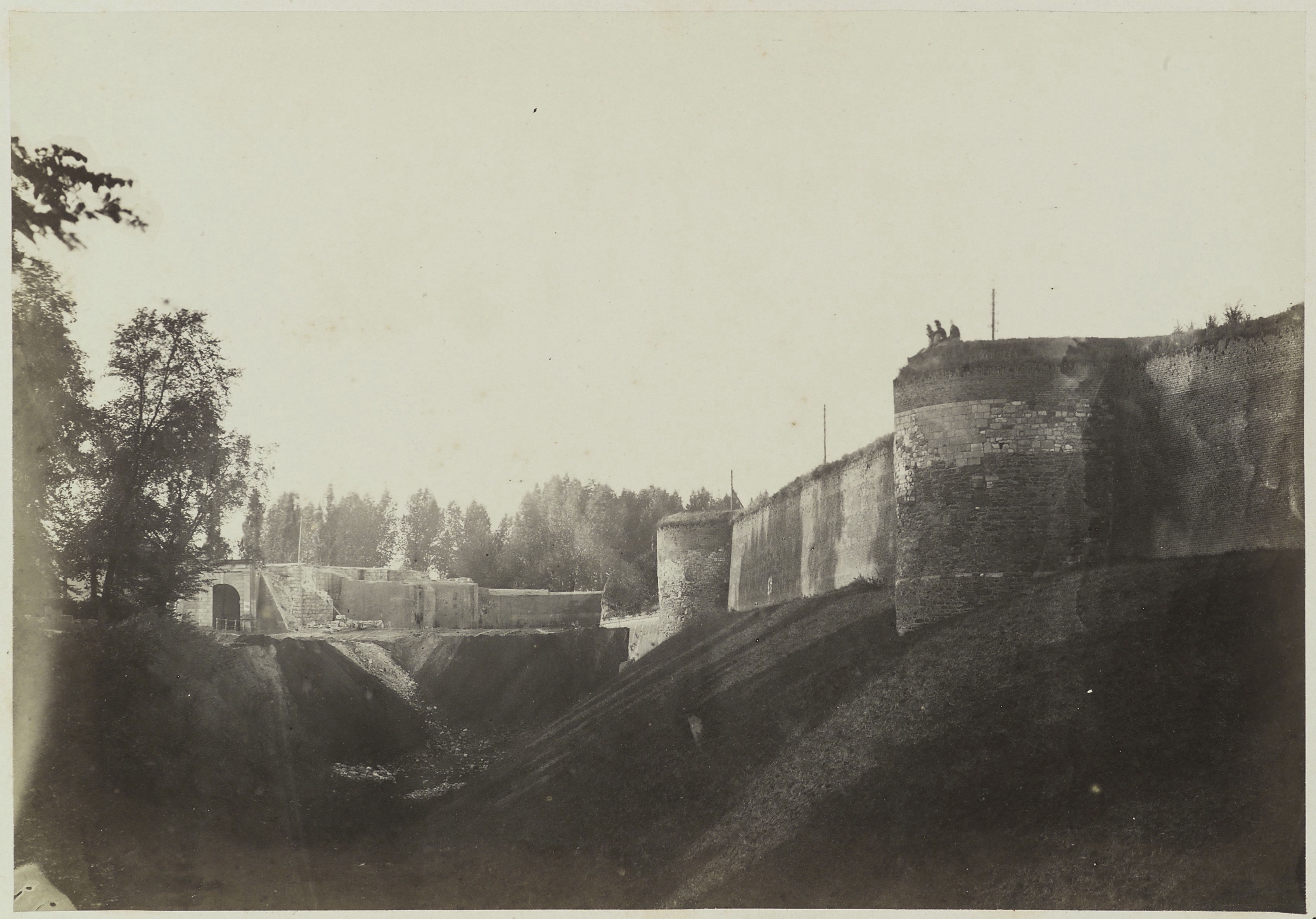
Brusselsepoort met muur naar kat Brandenburg (juli 1868)
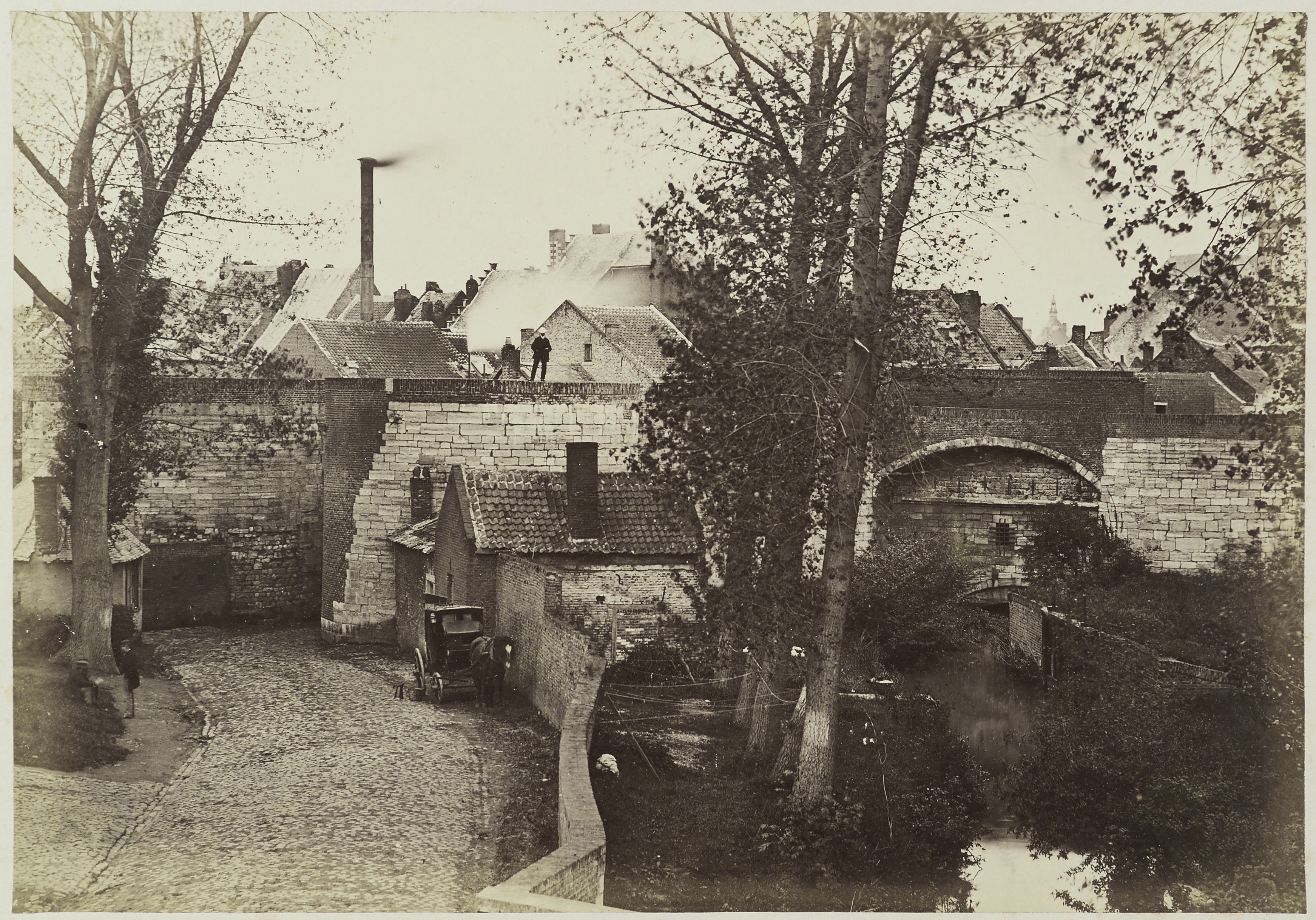
Sint-Pieterspoort, veldzijde (april 1869)
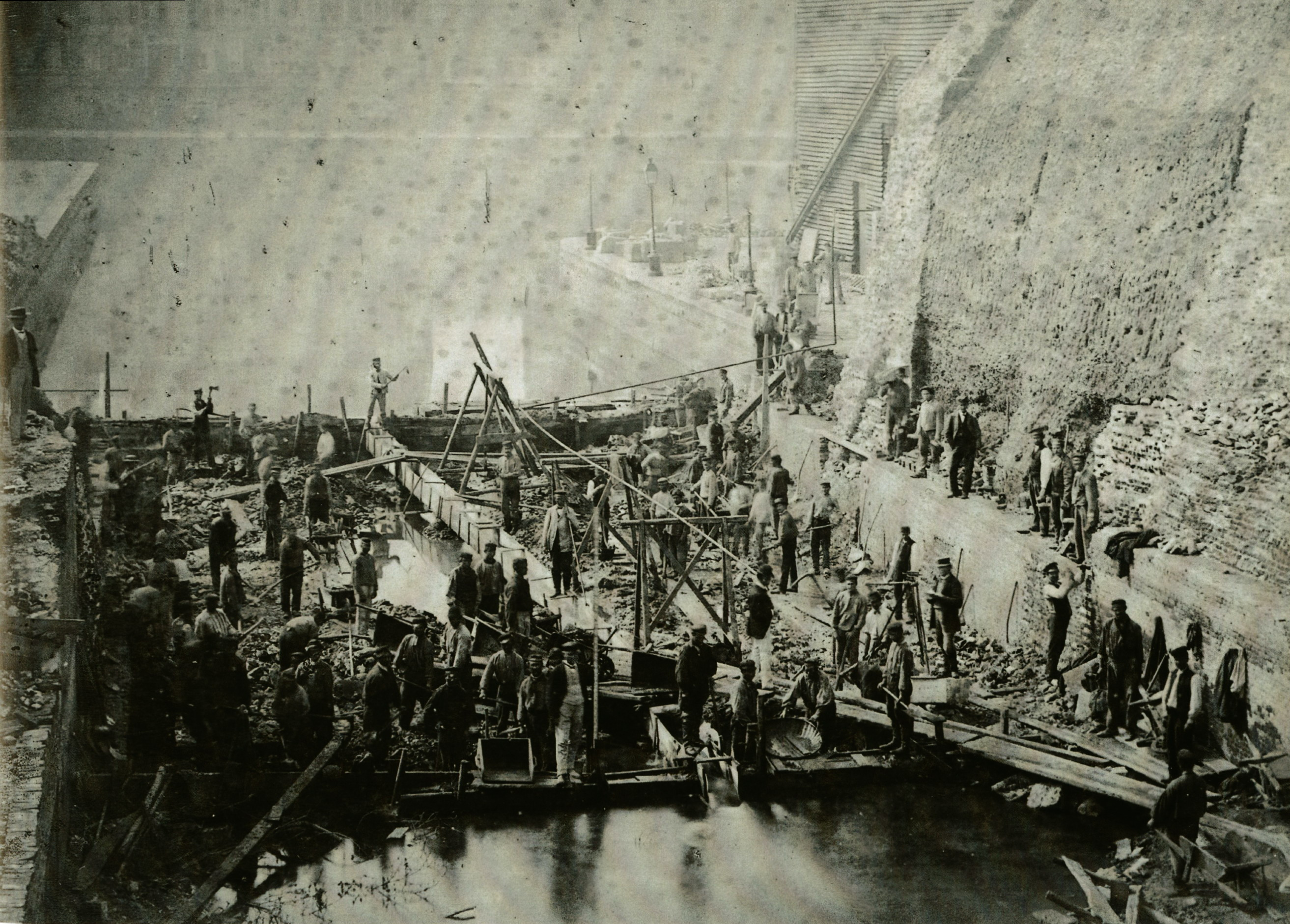
Verbreding doorgang in stadsmuur tussen Zuid-Willemsvaart en Bassin (juli 1875)

### Historiografie, cartografie en archeologisch onderzoek
Over de tweede stadsmuur worden in de historische bronnen, zoals raadsverdragen, burgerboeken en stadsrekeningen, slechts incidenteel mededelingen gedaan. Matthaeus Herbenus (1451-1538), de Maastrichtse humanist en scholaster van de kapittelschool van Sint-Servaas, die als een van de eersten in deze contreien een moderne stadsgeschiedenis schreef, liet een vrij uitgebreide beschrijving van de tweede stadsmuur na. Anderhalve eeuw later stelde de dominicaan en historicus Thomas de Heer (†1685) een lijvige kroniek over de geschiedenis van Maastricht samen, waarin hij onder andere de vroegste werkzaamheden aan de tweede enceinte beschrijft. Zowel Herbenus als De Heer hebben de eerste en de tweede stadsmuur nog intact gekend.
Een betrouwbare historische bron uit de tweede helft van de zestiende eeuw is het hiernaast afgebeelde stadspanorama van Maastricht, dat in 1575 voor het eerst werd gepubliceerd in Braun en Hogenbergs atlas Civitates orbis terrarum. Dit gezicht op Maastricht in vogelvluchtperspectief is gebaseerd op schetsen van Simon de Bellomonte (1526-1615), kapelaan verbonden aan het Sint-Servaaskapittel, tevens notaris en schatbewaarder. Het gedetailleerde panorama toont onder andere de versterkte linker Maasoever vanuit het oosten en daarnaast, iets moeilijker te onderscheiden, delen van de zuidelijke, westelijke en noordelijk stadsmuur. Herkenbaar aan de Maaszijde – deels ook aangegeven in de legenda – zijn het bolwerk op de zuidelijke Maaspunt (later De Vijf Koppen genoemd), de Jekertoren, de Onze-Lieve-Vrouwepoort (37), diverse andere Maaspoorten en -poternes, een halfrond bolwerk bij het Antonietenklooster (waar verder niets over bekend is) en het Schonenvaardersbolwerk op de noordelijkste punt. Van de veldpoorten zijn ingetekend de Sint-Pieterspoort (30; vrijwel onherkenbaar), de Tongersepoort (31; met hoge torenspits en zijtorentjes), de Brusselsepoort (32; twee torentjes) en de Boschpoort (33; met hoog opgaand dak en dakruiter). Tussen de twee laatstgenoemde poorten zijn acht muurtorens te zien, waarvan er een wellicht de in die tijd nog in gebruik zijnde Lindenkruispoort voorstelt (niet vermeld in de legenda).
Op de eveneens in 1575 voor het eerste gepubliceerde plattegrond van Maastricht in de stedenatlas Civitates orbis terrarum van Braun en Hogenberg is de tweede stadsmuur nog gedetailleerder ingetekend. De kaart, eveneens in vogelvluchtperspectief, maar gezien vanaf grotere hoogte, werd nog tot in de zeventiende eeuw herdrukt. Soms werd de plattegrond hier en daar bijgewerkt, zoals te zien is op het hiernaast afgebeelde detail van een kaart uit 1612. Daarop zijn de vermoedelijk in de jaren 1570 aangelegde poortravelijnen later (zichtbaar) toegevoegd. De plattegrond is om meer redenen gedateerd. Van de circa 35 muurtorens zijn er nog maar enkele omgebouwd tot rondelen; de meeste hebben hun laatmiddeleeuwse torenspitsen nog. De vijf veldpoorten vertonen aanzienlijk meer details dan op het stadspanorama. De Sint-Pieterspoort, de Brusselsepoort en de Lindenkruispoort hebben de vorm van een barbacane met vier torens; de Tongersepoort en de Boschpoort bezitten twee flankerende torens. Dit lijkt niet helemaal overeen te stemmen met de werkelijkheid. Volgens Louis Morreau had de Lindenkruispoort nooit meer dan twee torens en waren de flankerende torens van de Boschpoort bij het beleg van 1579 verwoest en daarna niet meer herbouwd. Dat laatste gold ook voor de toren op de zuidwestelijke hoek bij de Tongersekat, de zogenaamde Lange Toren, die op de kaart uit 1612 nog zijn oude gedaante heeft, zelfs nog met het in 1543 verwijderde puntdak.
Latere plattegronden uit de zestiende, zeventiende en achttiende eeuw verschaffen nauwelijks meer informatie. Veel kaarten van Maastricht hebben een militaire achtergrond en zijn daarom toegespitst op de circumvallatielinies, de naderingsloopgraven en de gordel van buitenwerken, waar zich de meeste oorlogshandelingen afspeelden. Vaak is zichtbaar dat de cartograaf onbekend is met de lokale situatie of zich gebaseerd heeft op oudere plattegronden. Sommige kaarten tonen het gebied binnen de tweede stadsmuur als een witte vlek. Een belangrijke uitzondering is de gedetailleerde plattegrond die de Franse militair ingenieur Jean-Baptiste Larcher d'Aubencourt (1716-1796) maakte tijdens de kortdurende Franse bezetting van Maastricht in 1748-49. De plattegrond van Larcher d'Aubencourt vormde de basis voor de bouw van de Franse maquette van Maastricht. Zowel de plattegrond als de maquette tonen in detail de toenmalige tweede stadsomsluiting van Maastricht. In navolging van de Franse maquette heeft een groep vrijwilligers van de Stichting Maastricht 1867 zich ten doel gesteld een maquette van Maastricht in het jaar 1867 te maken, het laatste jaar waarin de vesting intact was. De maquette, waaraan sinds 1999 wordt gewerkt en waarvoor veel archiefonderzoek wordt verricht, is gedetailleerder dan de Franse maquette. De voltooiing zal naar verwachting nog enkele decennia op zich laten wachten.
De rigoureuze ontmanteling van de vesting Maastricht leidde in de tweede helft van de negentiende eeuw bij sommigen tot een hernieuwde belangstelling voor de vestingwerken. Lokale amateurhistorici als Philippe van Gulpen, Jan Brabant, Alexander Schaepkens en diens broer Arnaud Schaepkens tekenden en schilderden alles wat nog niet afgebroken was, of maakten reconstructies van wat al verdwenen was. Victor de Stuers, rijksambtenaar en monumentenbeschermer, bestudeerde de stadsmuren (zie plattegrond hieronder), protesteerde tegen verdere sloop en nam het initiatief voor diverse restauraties en reconstructies (o.a. van de Pater Vincktoren). Historicus Hajo Brugmans en bouwmeester Cornelis Peters besteedden in hun studie Oud-Nederlandsche steden in haar ontstaan, groei en ontwikkeling (1909) aandacht aan de eerste en tweede stadsmuur van Maastricht. Hetzelfde, maar uitgebreider, deed jhr. E.O.M. van Nispen tot Sevenaer (1895-1957), kunsthistoricus en directeur van de Rijksdienst voor de Monumentenzorg, in zijn tussen 1926 en 1953 in vijf afleveringen verschenen studie over Maastricht in de reeks De Nederlandse monumenten van geschiedenis en kunst. In de naoorlogse periode gold de amateurhistoricus Louis Morreau (1911-1999) als de vestingdeskundige van Maastricht. Hij schreef onder andere het standaardwerk Bolwerk der Nederlanden (1979). Vrijwilligers van de in 1976 opgerichte Stichting Maastricht Vestingstad (SMV) en de in 1999 opgerichte Stichting Maastricht 1867 doen eveneens onderzoek naar de diverse stadsomsluitingen.
Tot circa 1980 had er nauwelijks serieus archeologisch onderzoek plaatsgevonden naar de tweede stadsmuur. Dat veranderde in 1979 met de oprichting van het Gemeentelijk Oudheidkundig Bodemonderzoek Maastricht (GOBM) en de aanstelling van Titus Panhuysen als stadsarcheoloog. Hoewel de meeste opgravingen gericht waren op het Romeinse en vroegmiddeleeuwse verleden van de stad, was er ook aandacht voor de ondergrondse resten van de stadsmuren en -poorten. In 1979 vond een provisorische opgraving plaats in de Tongersestraat, ter plekke van de voormalige Tongersepoort. Daarbij konden de noordelijke helft van de poort, een later aangebouwde poorttoren en een stuk stadsmuur worden geïdentificeerd. De poort bleek in 1867-1868 door de sloper slechts tot op het maaiveld te zijn afgebroken. Het middeleeuwse straatpeil lag ter plaatse 2,5 m onder het huidige straatpeil. In de gedeeltelijk vrij gelegde onderbouw van de poort waren twee bouwfasen te onderscheiden, die ook uit de literatuur bekend waren. Panhuysen vermoedde dat de oudste fase, een eenvoudig rechthoekig bouwwerk, de door De Heer genoemde eerste Tongersepoort uit 1298 betrof, die dus blijkbaar meteen in steen was uitgevoerd. De zuidelijke helft van de poort, onder het Aldenhofpark, werd bij het onderzoek onaangeroerd gelaten. In de periode 1981-1983 kreeg Panhuysen de mogelijkheid om onderzoek te doen in het noordelijk deel van het Boschstraatkwartier, waar toen de tweede fase van de 'sanering' van die sloppenwijk werd voorbereid. Op het 4000 m² grote terrein waren sporen aanwezig van vroegmiddeleeuwse bewoning en begravingen. Hoewel ook enkele bewoningssporen uit de dertiende eeuw werden aangetroffen, leek de echte verstedelijking van dit gebied pas tegen het einde van de veertiende eeuw op gang te zijn gekomen, dat wil zeggen, na de ingebruikname van de tweede stadsmuur. Daarmee lijkt Morreau's bevinding uit 1982 te worden bevestigd, namelijk dat de Maastrichter Grachtstraat niet, zoals de naam doet vermoeden, de locatie van een (tijdelijke) stadsgracht is geweest.
Tweede middeleeuwse stadsmuur op historische plattegronden

Franse plattegrond, ca. 1673
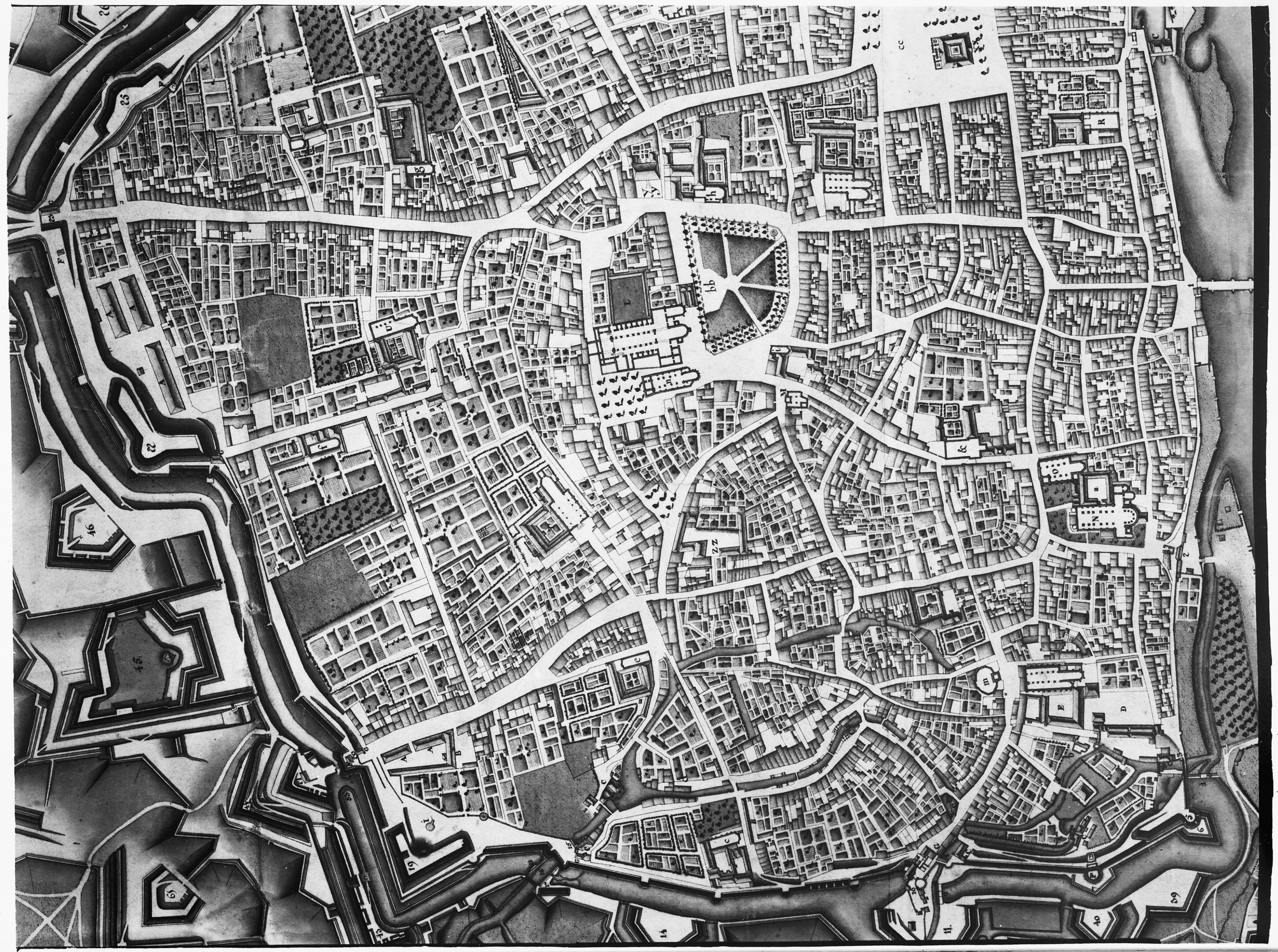
Plattegrond door Larcher d'Aubencour, 1750
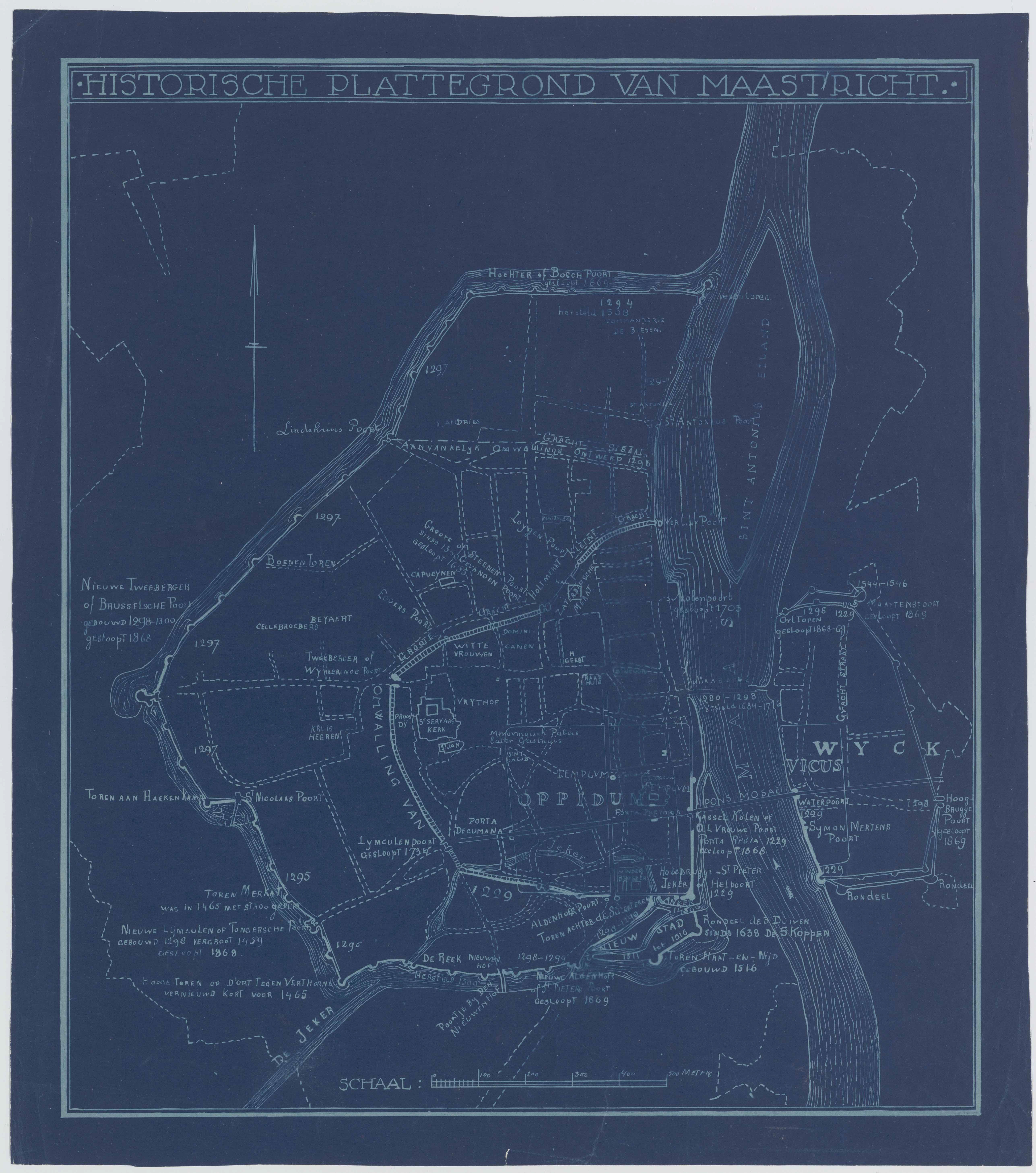
Plattegrond door Victor de Stuers, 19e eeuw
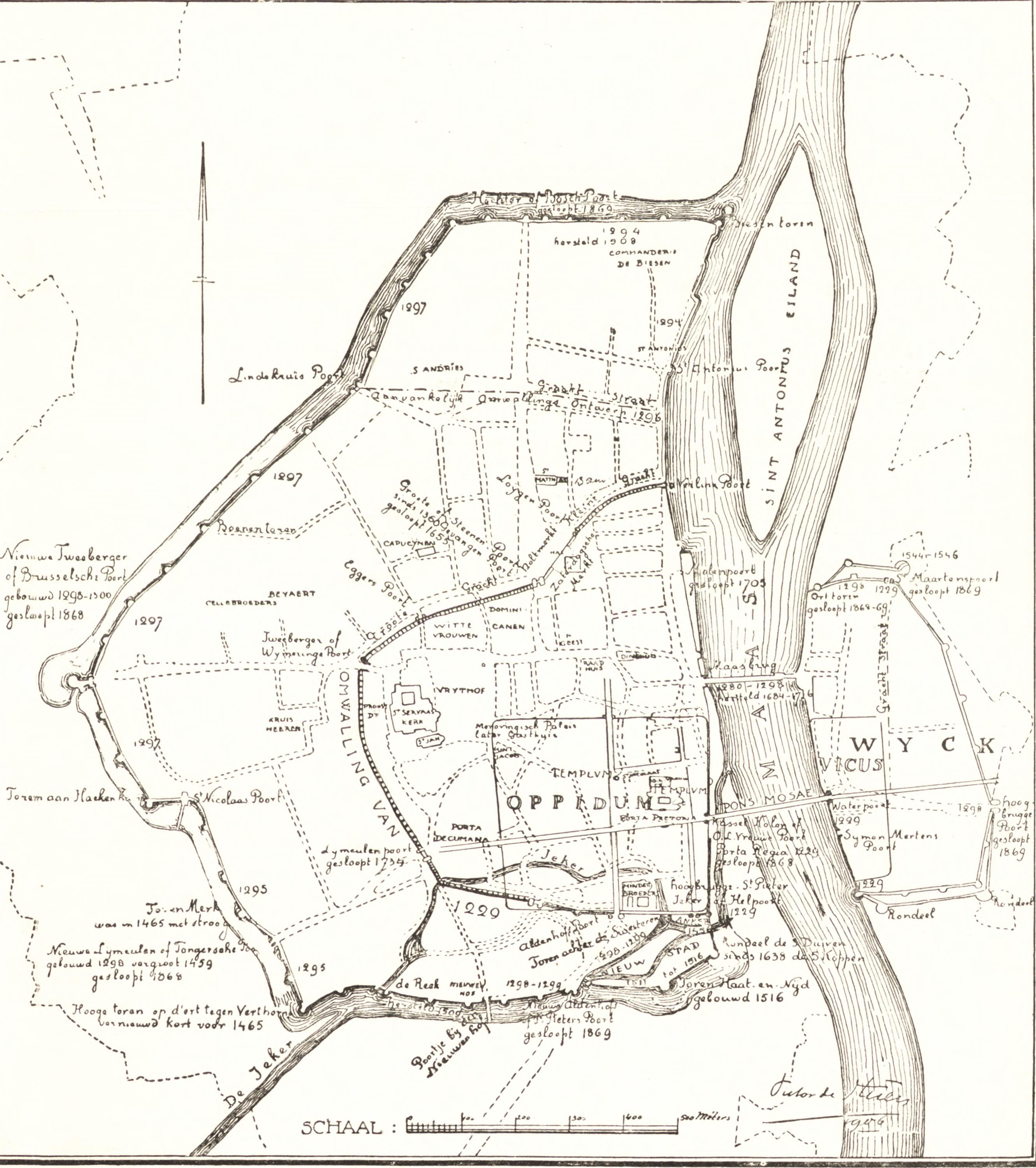
Plattegrond door H. Brugmans en C.H. Peters, 1909

## Erfgoed

### Muurrestanten, grachten en Jekerkanaal
Van de circa 3,6 km lange veertiende- en vijftiende-eeuwse stadsmuur van Maastricht resteren in het zuidelijk stadsdeel nog meerdere fragmenten met een totale lengte van circa 750 m (inclusief de schoormuur in het Polverpark). De bewaard gebleven muurdelen zijn, afzonderlijk of in clusters, geclassificeerd als rijks- of gemeentelijk monument. Enkele kleinere of ondergrondse fragmenten zijn niet beschermd. Van de grotere delen kunnen genoemd worden (kloksgewijs, van zuid naar noord):
- Stadsmuur Pater Vincktoren: twee fragmenten van de tweede stadsmuur ten noorden en ten zuiden van de Pater Vincktoren, in totaal ca. 40 m. De muur verloor op deze locatie al in de vijftiende eeuw zijn functie als primaire verdedigingslinie door de Nieuwstad-uitbreiding. Het betreft het enige muurdeel dat niet op een aarden wal is gebouwd.[27] Het noordelijk fragment sluit aan op de dertiende-eeuwse stadsmuur. Het zuidelijk deel verkeert deels in ruïneuze staat. De kantelen zijn een reconstructie.[66]
- Nieuwenhofwal (eigenlijk: Nieuwenhofmuur): ca. 160 m lang muurdeel tussen Sint Pieterstraat en Zwingelput. De weermuur (aan de veldzijde) is opgebouwd uit diverse materialen, meest kalksteen, op enkele plaatsen kolenzandsteen uit de eerste bouwfase, en reparaties in Limburgse mergel of baksteen. De borstwering, die doorloopt tot aan de Tongersekat, is van baksteen, soms met banden van mergel.[27] De aarden wal aan de stadszijde is in 1911 afgegraven, waardoor de dichtgemetselde spaarbogen zichtbaar zijn; hier ligt nu de Nieuwenhofstraat. Aan de veldzijde fungeert een Jekertak als stadsgracht.[67][68][69]
- Stadsmuur Zwingelput-Heksenhoek: ca. 170 m lang muurdeel, aansluitend op Nieuwenhofwal. Aan de westzijde ligt waterpoort De Reek. Aan de veldzijde stroomt de Jeker. Boven op de muur is tijdens de Tweede Wereldoorlog een wandelpand en plantsoen aangelegd, toegankelijk via een trap naast het Nieuwenhofpoortje.[68][70]
- Jezuïetenwal: ca. 270 m lang muurdeel tussen De Reek en de Tongersestraat. Bij de Tongersekat beschrijft de muur een hoek van minder dan 90°. Aan de veldzijde bevindt zich een droge gracht. De muur is toegankelijk via de tuin van het Canisianum en de hierboven genoemde trap.[67][71]
- Schoormuur Polverpark: ca. 100 m lange bakstenen schoormuur uit de late achttiende eeuw, gebouwd om de aarden wal aan de binnenzijde van de stadsmuur voor instorten te behoeden. De muur in het Polverpark, voorheen Klevarieterrein, is een gemeentelijk monument.[72]
- Jekerkanaal: van de verder naar het noorden gelegen stadsmuren en grachten is niets meer over. Wel bewaard bleef het ondergrondse aquaduct, dat de noordelijke stadsgracht (en de grachten tussen de aldaar gelegen buitenwerken) voorzag van Jekerwater. Van het 1165 m lange, geheel overwelfde en met baksteen beklede aquaduct uit 1676 zijn bovengronds geen delen zichtbaar.

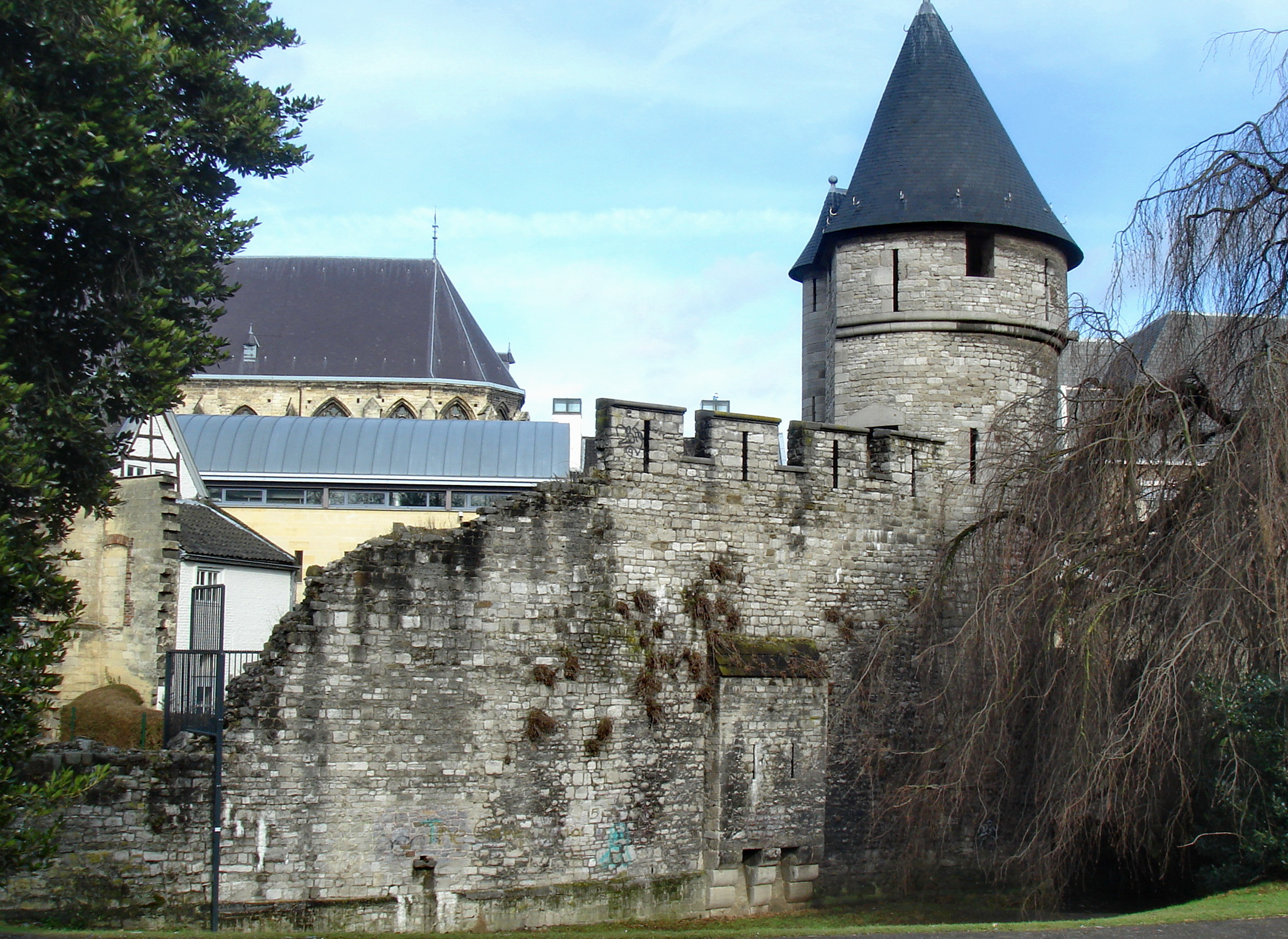
Stadsmuur bij Pater Vincktoren
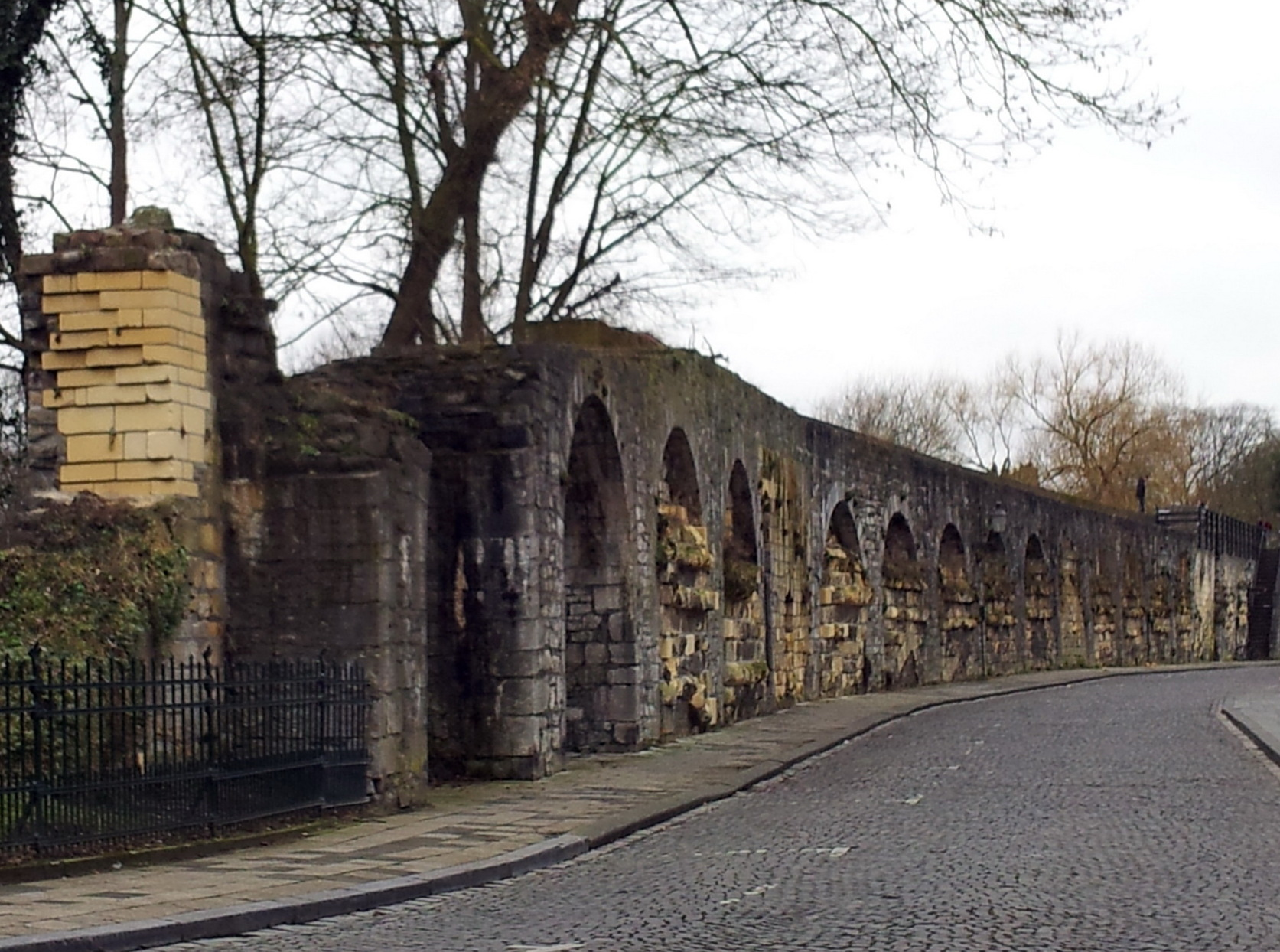
Nieuwenhofwal, stadszijde
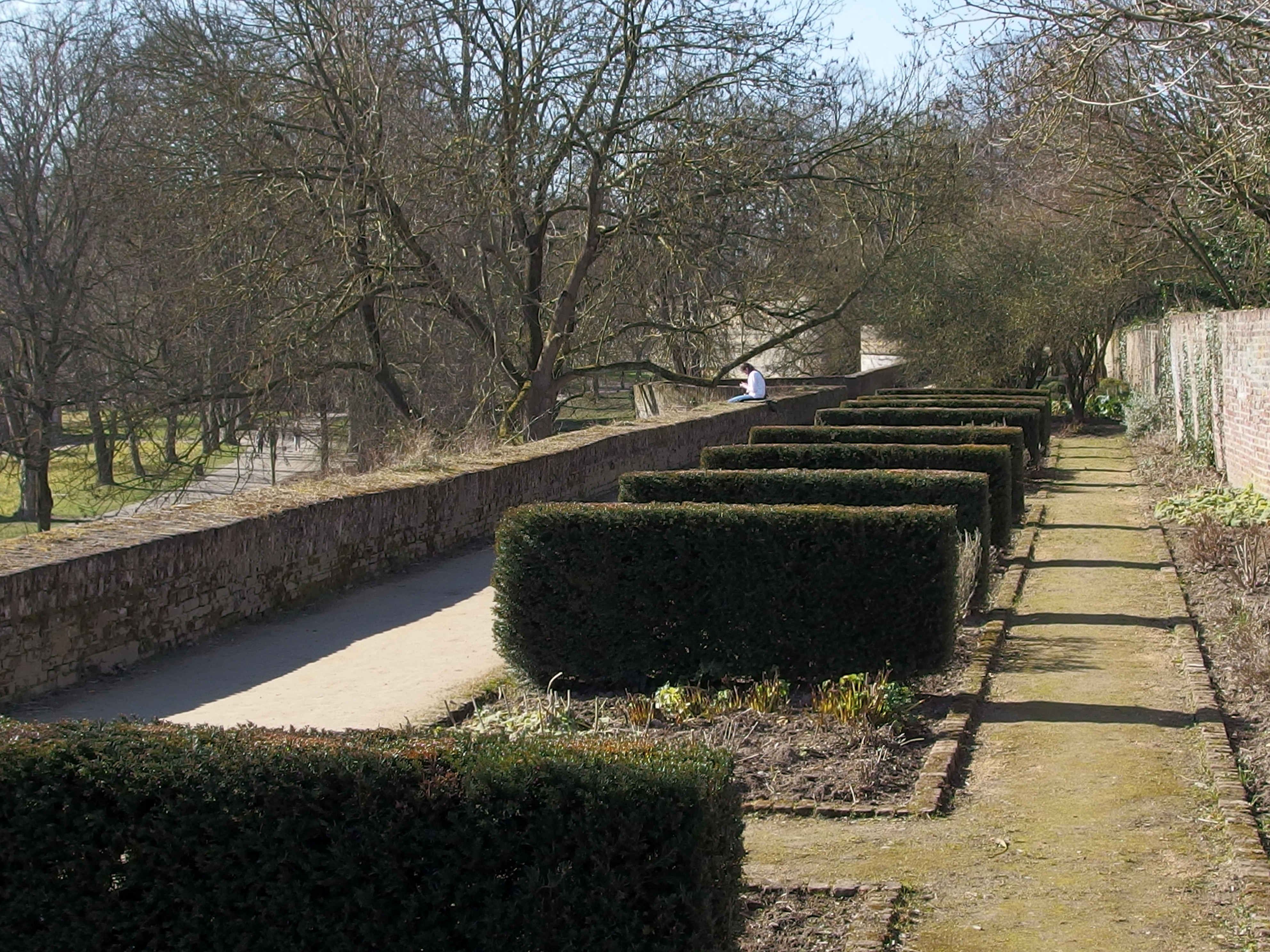
Zwingelput, boven op de muur
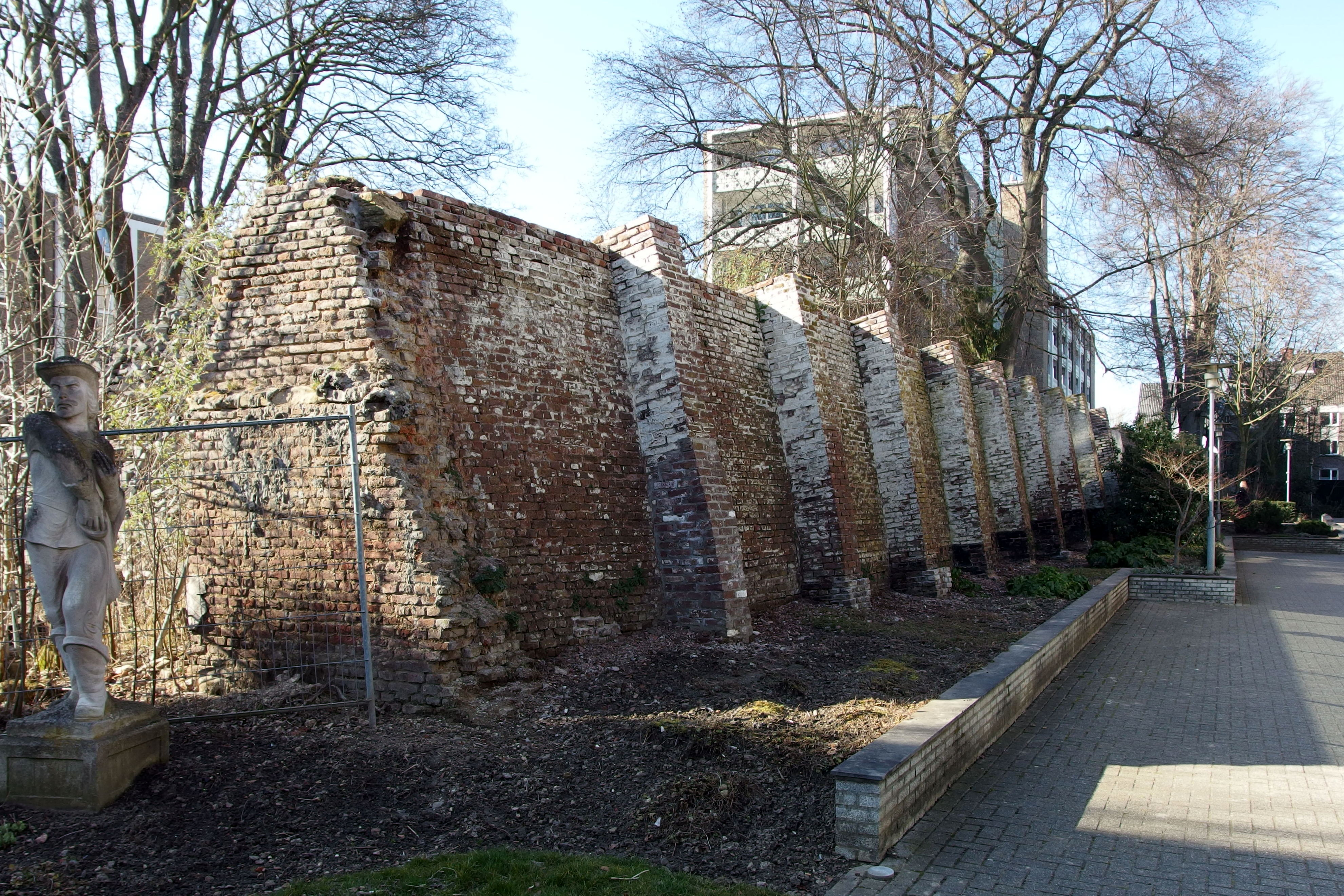
Schoormuur Polverpark

### Muurtorens en katten
Van de circa veertig muurtorens en poorttorens die de tweede stadsmuur omstreeks 1500 telde, zijn er nog zeven over. De grotendeels gereconstrueerde Pater Vincktoren kan gezien worden als een typisch voorbeeld van een middeleeuwse verdedigingstoren. De andere, meest halfronde torens hebben hun latere, zestiende-eeuwse gedaante behouden. Ze houden het midden tussen een waltoren en een rondeel. Van de zes katten of caveliers resteert er nog een, in gereduceerde vorm.
- Pater Vincktoren: reconstructie van een veertiende-eeuwse waltoren in het Faliezusterspark. Door Willem Sprenger in 1906 ontworpen naar het voorbeeld van de in 1868 gesloopte Wycker Kruittoren, gebouwd op de fundamenten van de toren "bij die Swestern". De huidige naam dateert uit de twintigste eeuw.[66][74]
- Naamloze torens: zes muurtorens in het bewaard gebleven muurdeel tussen de Sint-Pieterspoort en de Tongersepoort. De verschillende materialen geven de diverse bouwfasen en reparaties aan. Zo bestaat de toren ten oosten van het Nieuwenhofpoortje geheel uit mergel. Die ten westen van het poortje heeft een onderbouw van kolenzandsteen, een bovenbouw van kalksteen (Naamse steen?) en meerdere baksteenvullingen.[75]
- Tongersekat: geen toren,[noot 16] maar een kat (cavelier) op de zuidwestelijke hoek van de Jezuïetenwal, bestaande uit een boven de stadsmuur uitstekende aarden wal voor een batterij kanonnen, aangelegd in de zestiende eeuw, maar in 1673-1678 door de Fransen sterk uitgebreid. In de twintigste eeuw deels afgegraven, eerst voor de bouw van het Canisianum, later voor een deels ondergrondse collegezaal van de Universiteit Maastricht. Desondanks nog herkenbaar in het landschap.[78]

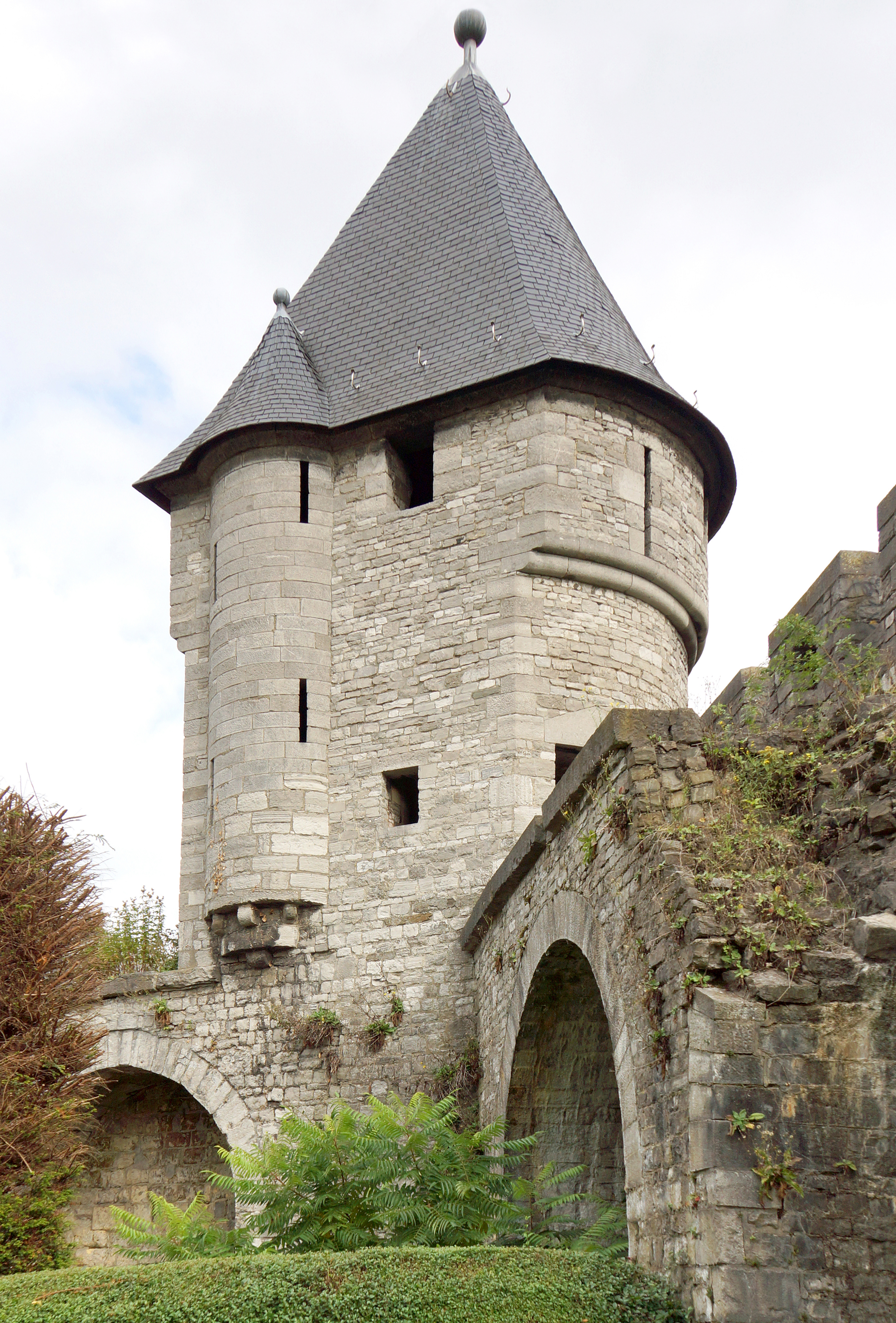
Pater Vincktoren
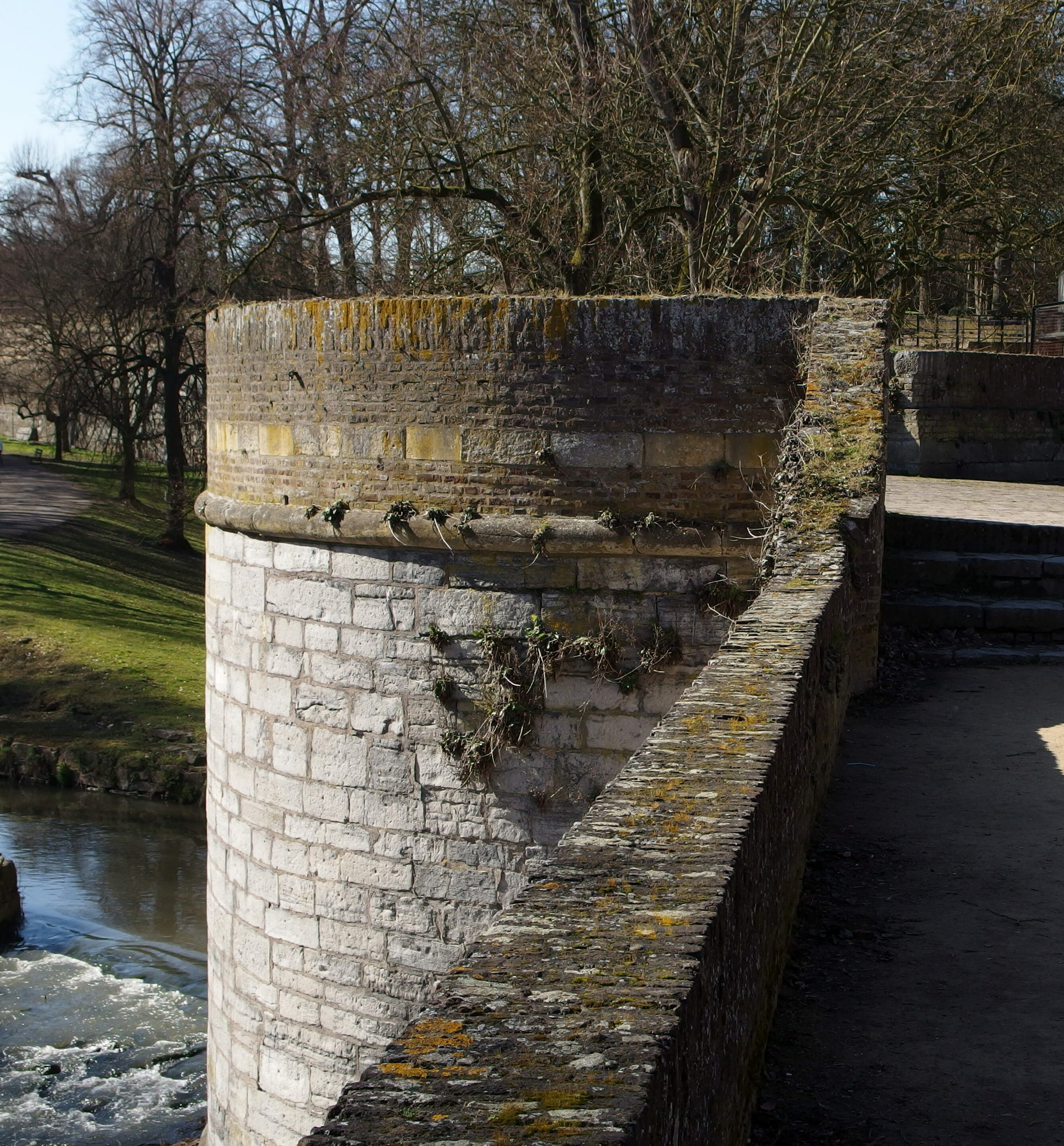
Muurtoren bij De Reek
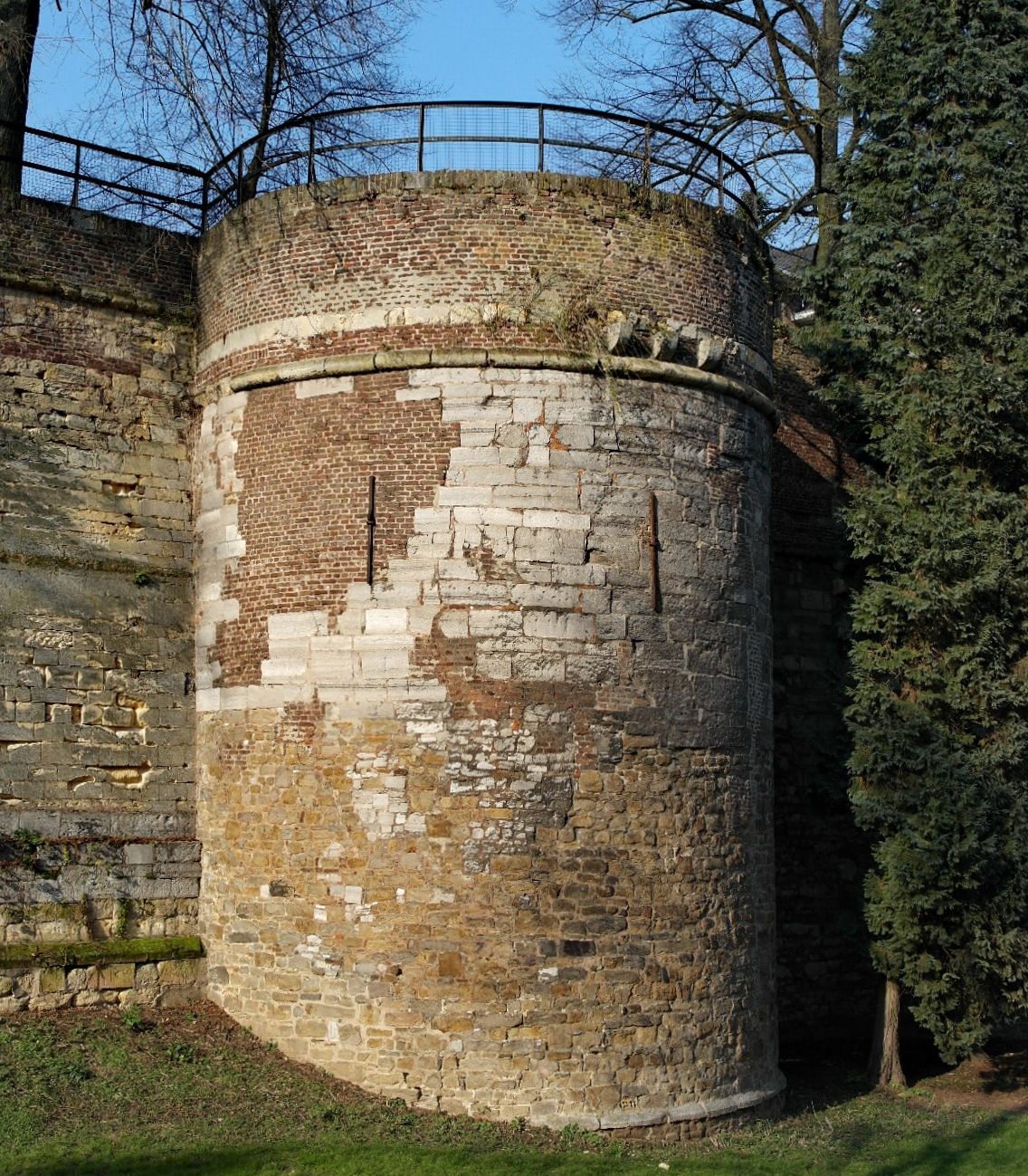
Muurtoren Jezuïetenwal
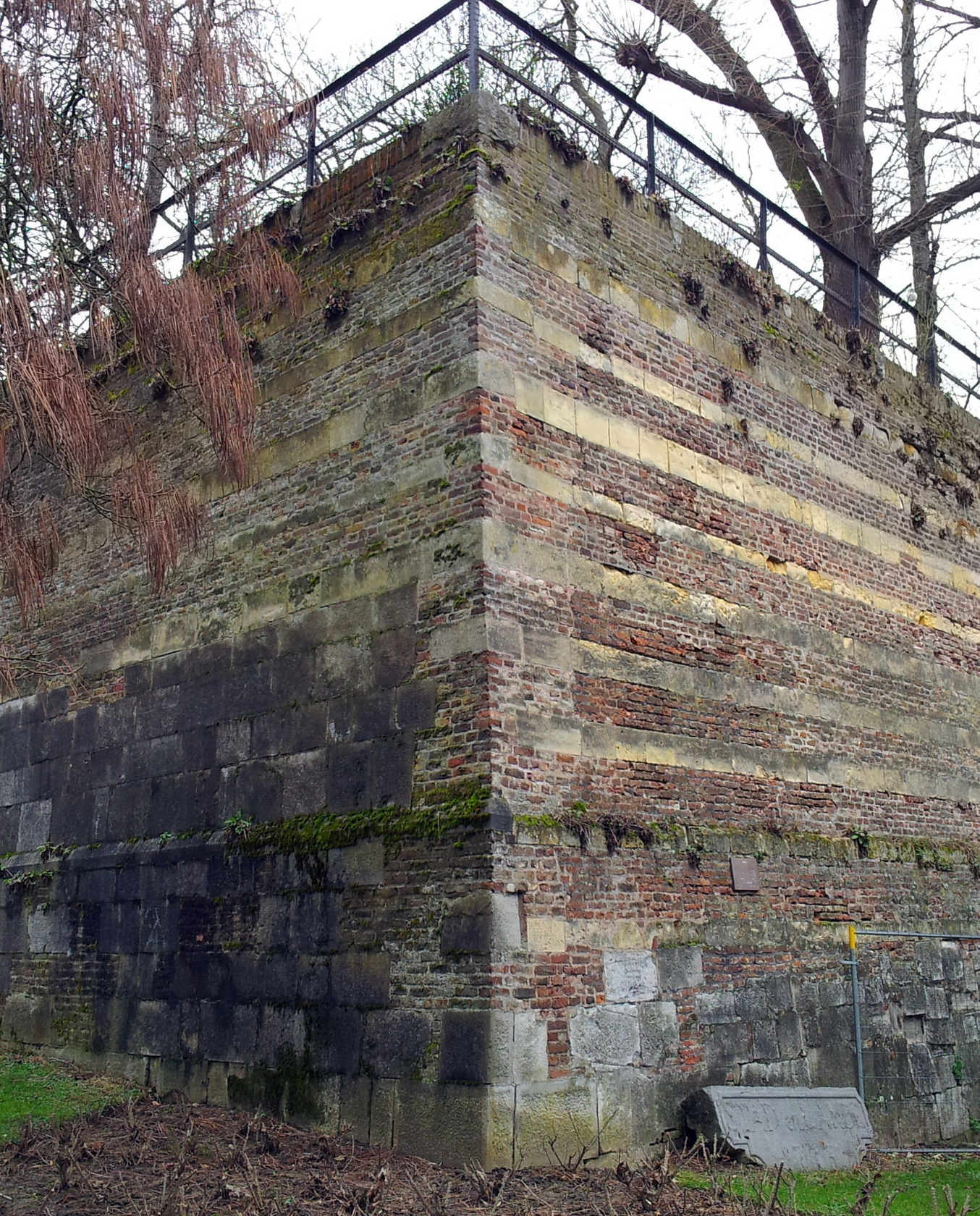
Tongersekat

### Poorten, poternes en sorties

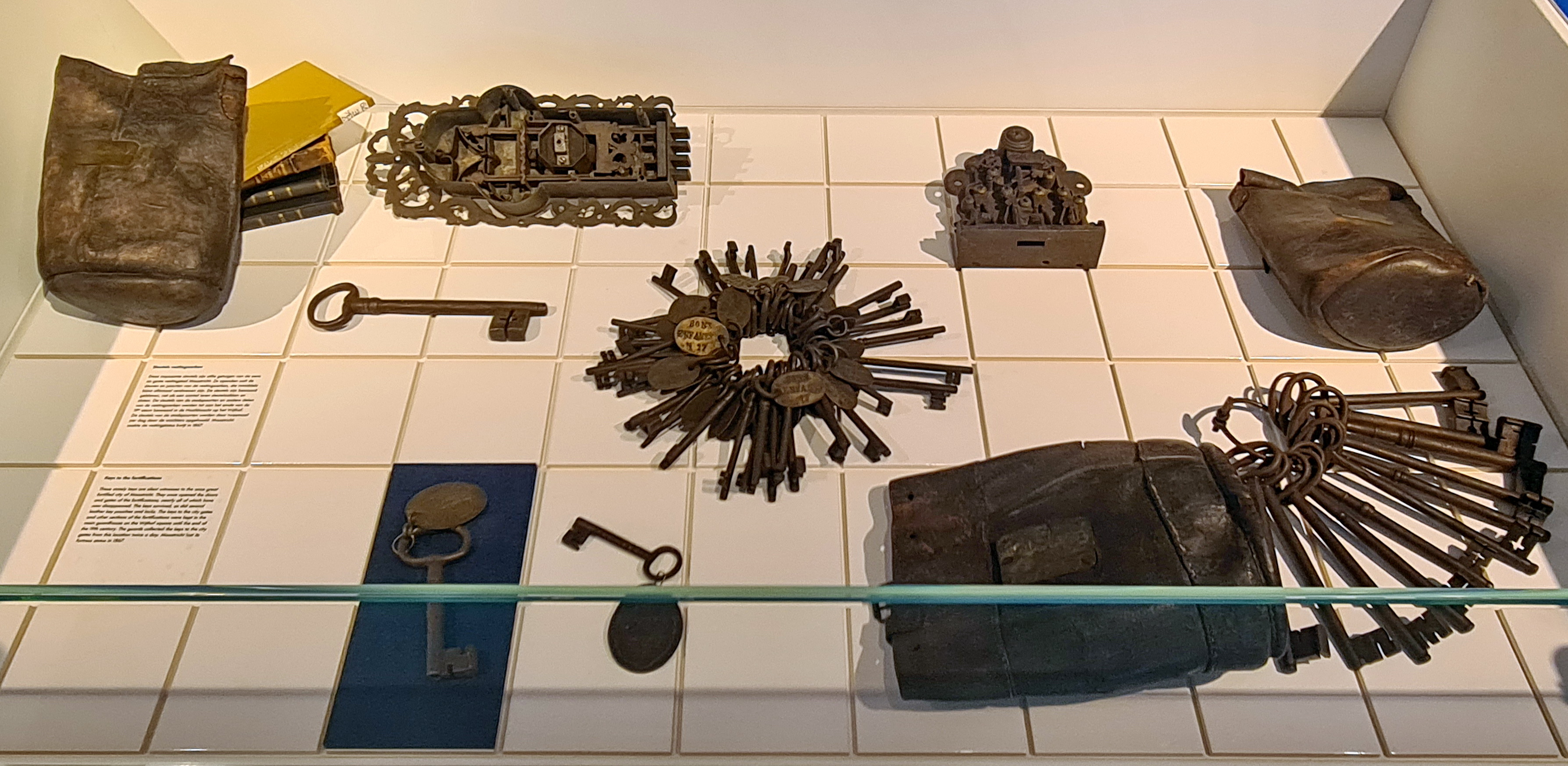
Sleutels van stadspoorten (en andere vestingwerken). Centre Céramique, Maastricht

De tweede stadsmuur op de linker Maasoever telde vijf land- of veldpoorten en twee (of drie) waterpoorten. Daarnaast bleven de Maaspoorten van de eerste stadsmuur in gebruik. Alle veldpoorten en Maaspoorten zijn afgebroken; alleen de waterpoorten bleven bewaard. Van de waarschijnlijk twaalf poternes is er nog een over. Van de twaalf sorties (uitsluitend voor militair gebruik) resteren er nog vier, grotendeels ondergronds. Ook bewaard bleven een gedenksteen uit 1459 van de Tongersepoort en de sleutels van enkele stadspoorten.
- Waterpoort achter de Minderbroeders: waterpoort op de Jeker, bestaande uit drie doorgangen, waarvan er één onderdeel is van de eerste muur. Een van de twee andere doorgangen is dichtgemetseld.

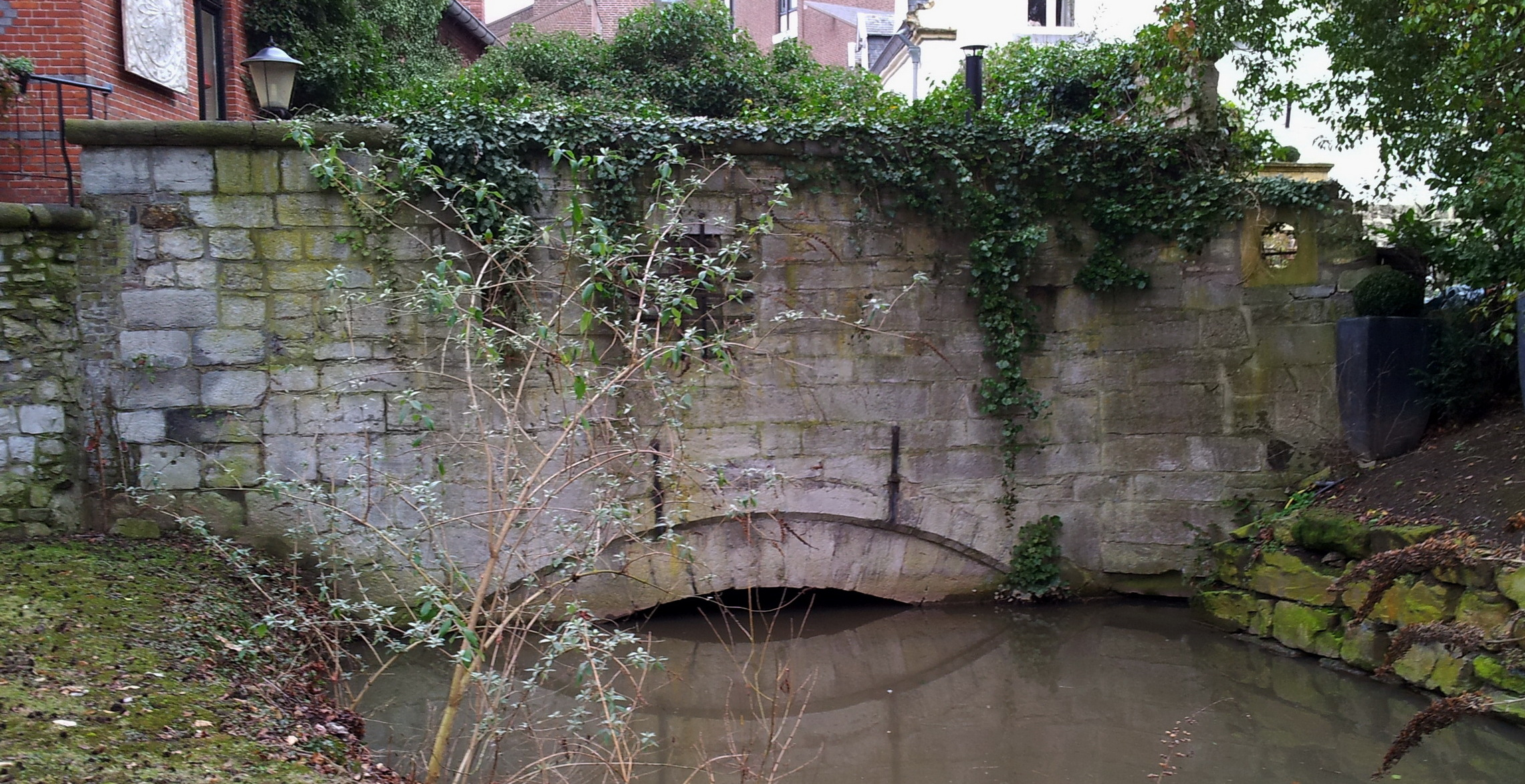
Waterpoort bij de Sint-Pieterspoort (2015)

- Waterpoort Sint-Pieterspoort: waterpoort op de Jeker, ten oosten van de Sint-Pieterspoort.[noot 17]
- Nieuwenhofpoortje, enige bewaard gebleven poterne in de twee stadsmuur, ter hoogte van de hoek Nieuwenhofstraat-Zwingelput. Het poortje werd omstreeks 1485 buiten gebruik gesteld en aan het oog onttrokken door de binnenwal, die in 1909 werd verwijderd. Aan de veldzijde bevindt zich een houten brug over de Jekertak. Boven de poortdoorgang bevindt zich een rechthoekige nis, mogelijk bedoeld voor een heiligenbeeld, vier kraagstenen en een gebeeldhouwd reliëf, geplaatst in 1947.[81]
- Waterpoort De Reek: waterpoort op de Jeker, gelegen in het Aldenhofpark, ten zuiden van de Heksenhoek. Oorspronkelijk uit de veertiende eeuw; de flankerende torens zijn in de zestiende eeuw vernieuwd in Naamse steen. Genoemd naar de reek, de Maastrichtse benaming voor het ijzeren valhek. In de waterpoort is een inundatiesluis opgenomen ("Grote of Bonnefantensluis"), waarmee men de onderwaterzetting van de De Kommen kon regelen.[74][81]
- Bonnefantensortie (Sortie des Bons Enfants): 22 m lange sluipgang door de stadswal naar een poortje naast de waterpoort De Reek, uit 1674.
- Sortie de Bres: 46 m lange sortie onder het plantsoen op de hoek Calvariestraat-Sint Servaasbolwerk, in 1762 na de kruitramp aangelegd. Grotendeels in baksteen uitgevoerd; tongewelf in 1940-1944 deels hersteld.[82]
- Royale sortie Brusselsepoort: deels bewaarde sortie uit 1727 met acht kazematten uit ca. 1750, gelegen ten zuiden van de Brusselsepoort; het resterende deel (de westelijke helft) achter Sint Nicolaasstraat 6a.[82]
- Royale sortie Hoog Frankrijk: deels bewaarde, 18 m lange sortie met vier kazematten uit ca. 1750, gelegen onder de kat Hoog Frankrijk, voorheen toegankelijk via Herbenusstraat 68-70.[83]

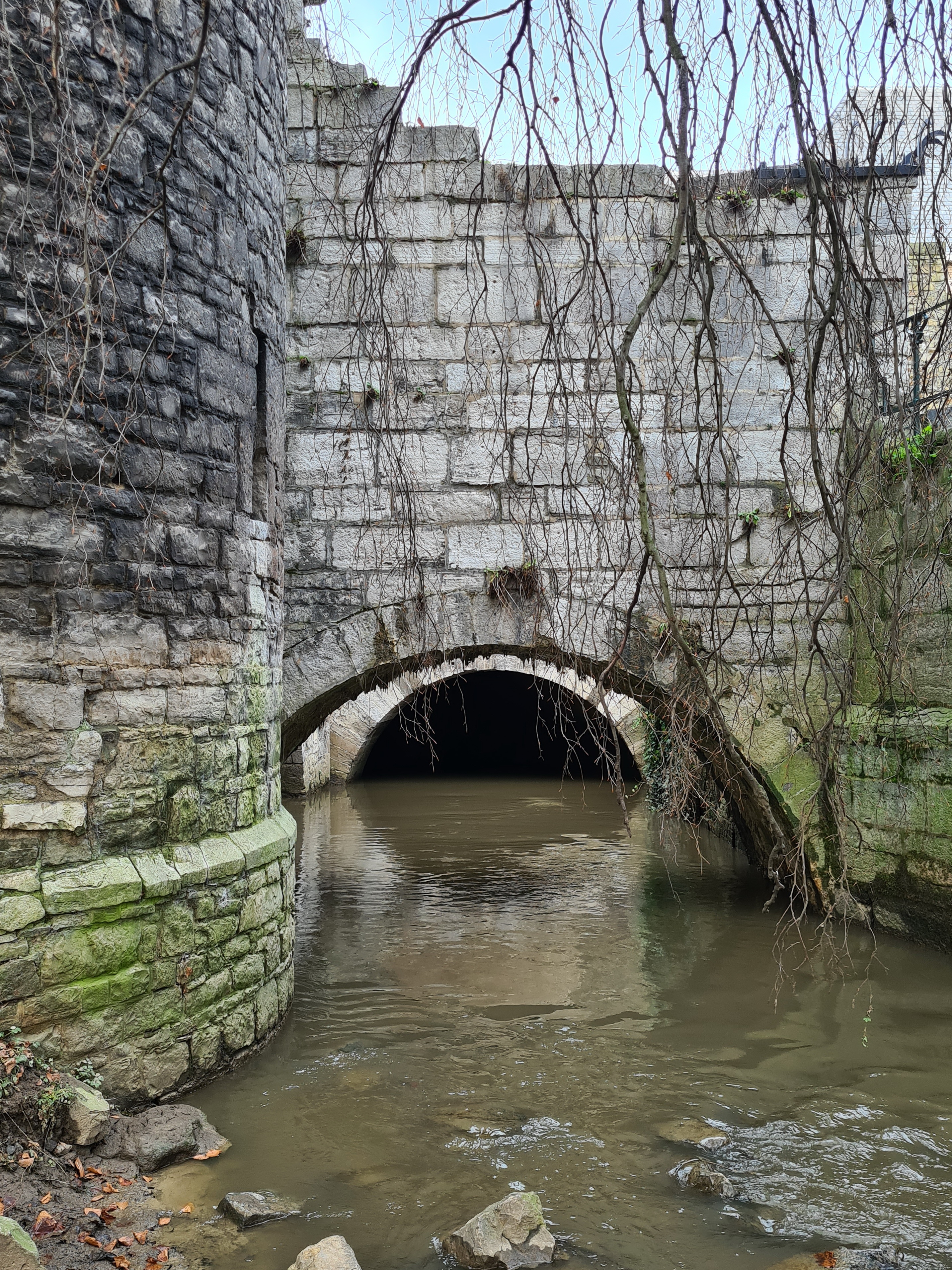
Waterpoort achter de Minderbroeders
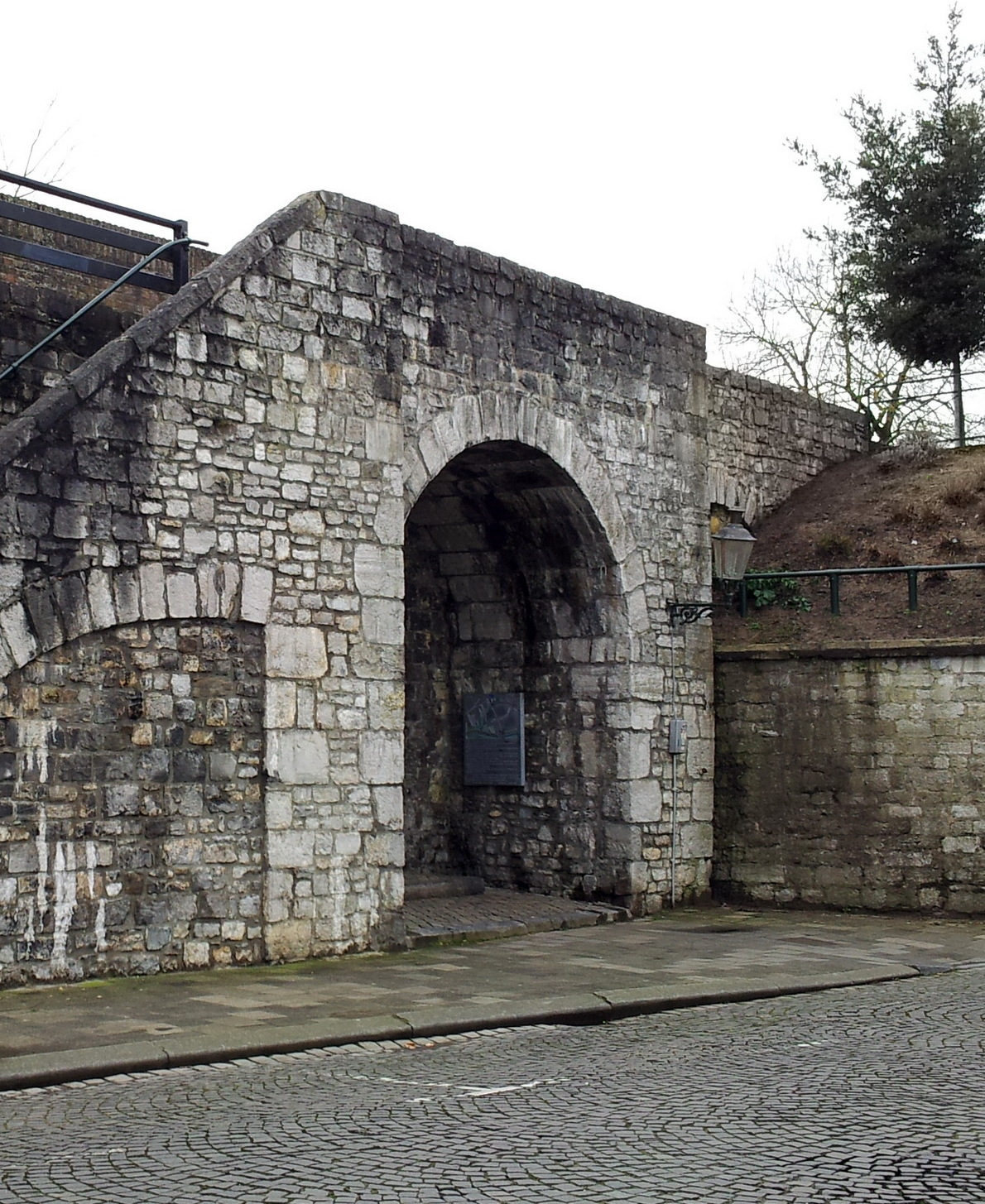
Nieuwenhofpoortje, stadszijde
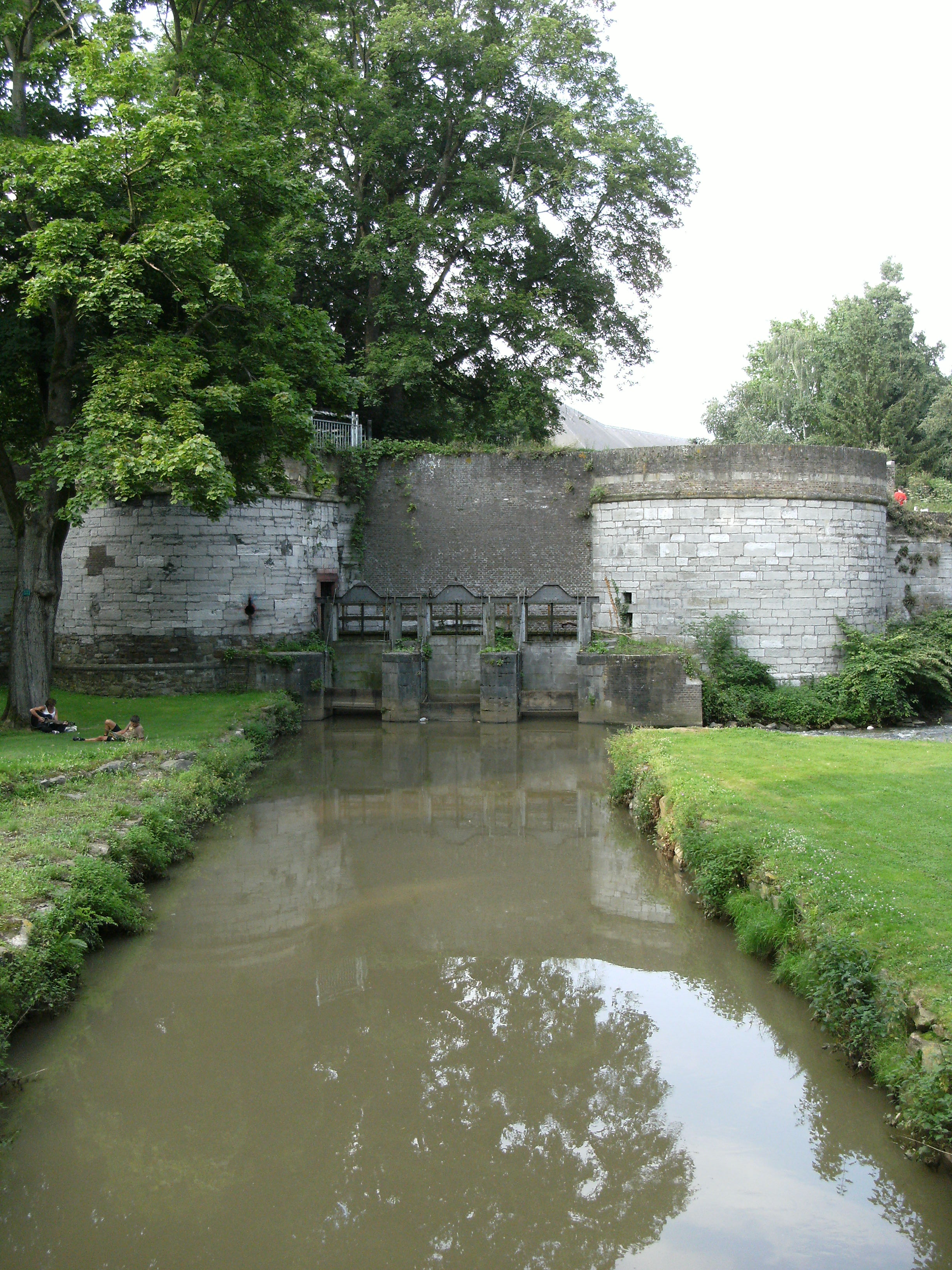
Waterpoort De Reek
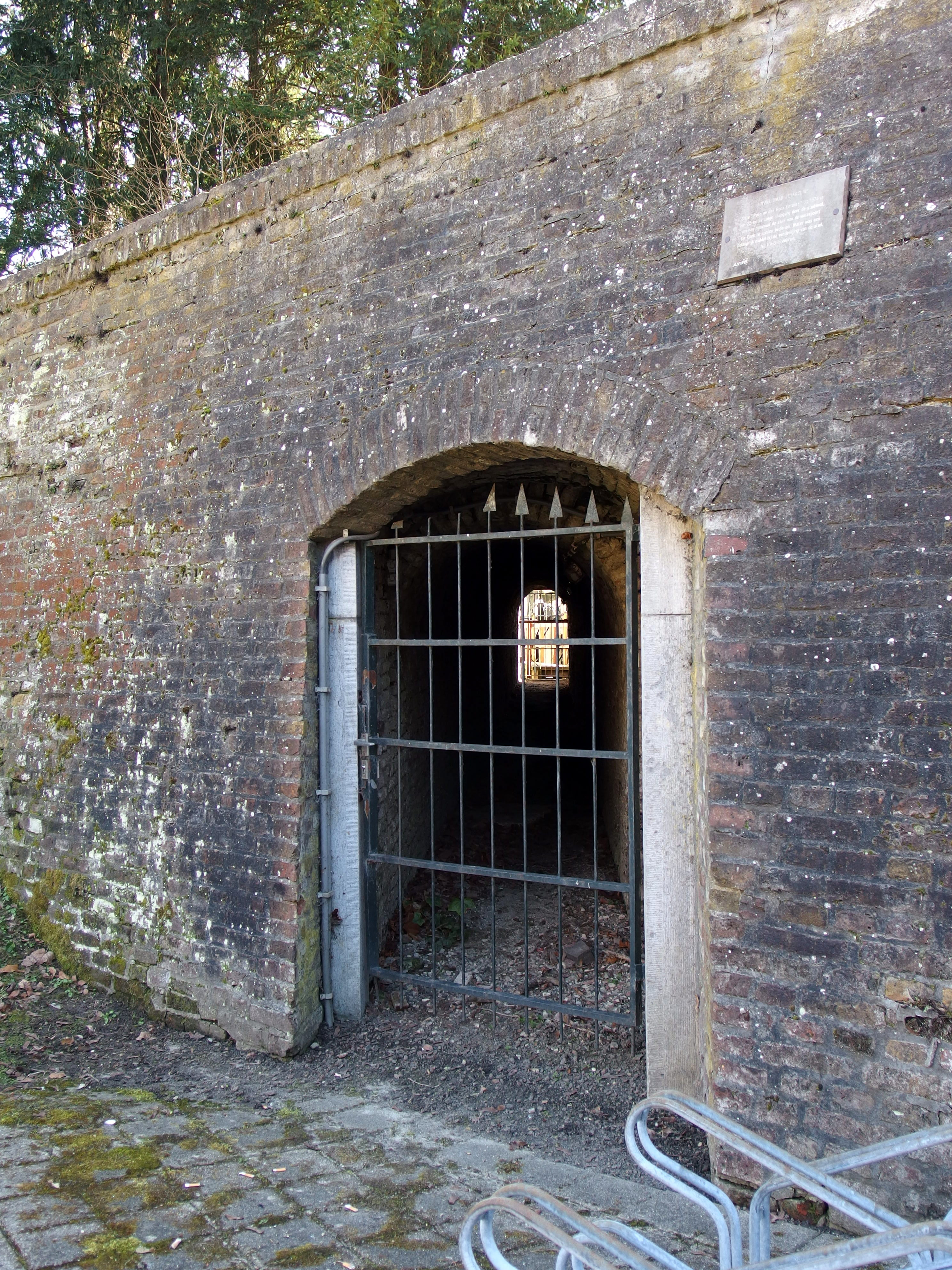
Bonnefantensortie

### Gebouwen verbonden met de tweede stadsmuur
In de nabijheid van de stadsmuur bevonden zich diverse militaire bouwwerken die ten dienste stonden van het garnizoen, onder andere voor de bewaking van de stadspoorten en, in geval van oorlog, de verdediging van de vesting.

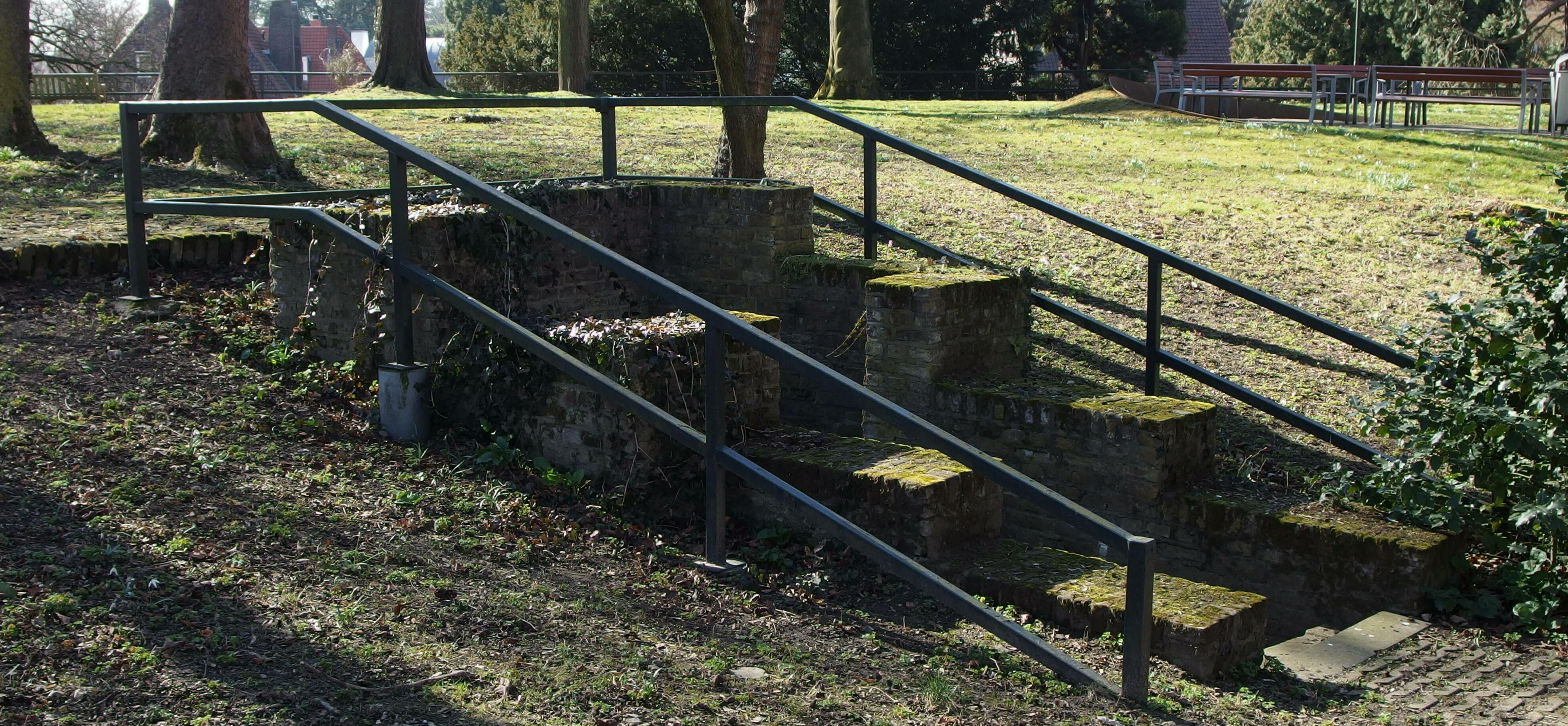
Ingang kruitbunker Tongersekat (2015)

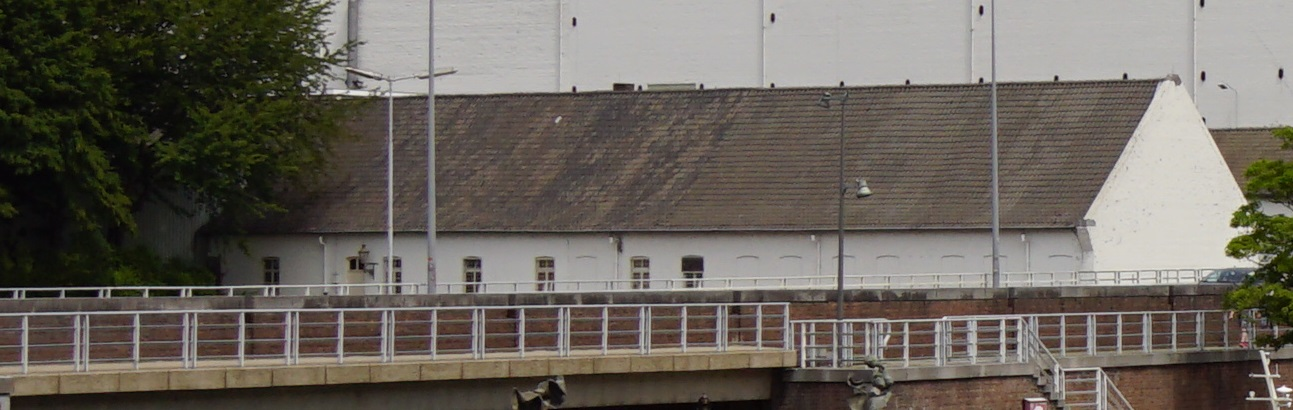
Affuitenloods aan het Bassin (2019)

- Wachthuis Sint-Pieterspoort, Sint Pieterstraat 35-37: sterk gewijzigd wachthuis, in de achttiende eeuw gebouwd aan de stadszijde van de Sint-Pieterspoort. Omstreeks 1900 uitgebreid met een extra verdieping, waarbij de eerste bouwlaag is voorzien van pleisterwerk met imitatievoegen.[84][85]
- Wachthuis Tongersepoort, Tongersestraat 92-96: min of meer in originele staat bewaard gebleven wachthuis, waarschijnlijk begin achttiende eeuw gebouwd aan de stadszijde van de Tongersepoort. Het is een laag bouwwerk met een zadeldak met grote overstek.[86][87]
- Kruitbunker Tongersekat: ondergronds kruitmagazijn met mergelstenen tongewelf, waarschijnlijk uit 1692, gelegen onder de Tongersekat in de tuin van het Canisianum.[78][88]
- Kruithuis Bleekhof: kruitmagazijn, gelegen aan de Bonnefantenstraat, vlak bij de hierboven genoemde kruitbunker. Samen met twee andere kruithuizen van de tweede stadsomsluiting gebouwd tussen 1784 en 1794.[78][88]
- Kanonnenloods, Abtstraat 2b: kanonnenloods uit 1786 (volgens de jaarsteen in de gevel). De loods is in 2011 verbouwd tot hospice. Van het niet-beschermde gebouw is alleen de voorgevel in min of meer oorspronkelijke staat.[89]
- Jekermanege, Jekerstraat 41: vijfhoekig manegebouw met tentdak, gebouwd in 1708, van 1748 tot 1789 in gebruik als theater, daarna opnieuw paardenstalling. Het gebouw is een gemeentelijk monument.[90][91]
- Kruithuis Hoog Frankrijk, Herbenusstraat 87: vrijwel onherkenbaar verbouwd (of opnieuw opgetrokken op bestaande fundering), eerst tot buitenhuis "Le Téméraire", later Momus' Oudemannenhuis.[92][78]
- Affuitenloods Bassin, Maasmolendijk 20: affuitenloods uit circa 1825, bedoeld als opslagplaats voor verrijdbare onderstellen van kanonnen, gelegen achter de stadsmuur bij de Boschpoort. In de vroege twintigste eeuw verbouwd tot arbeiderswoningen voor de naastgelegen KNP papierfabriek. Anno 2024 bedreigd door sloop in verband met de voorgenomen omlegging van de Maasboulevard.[93]

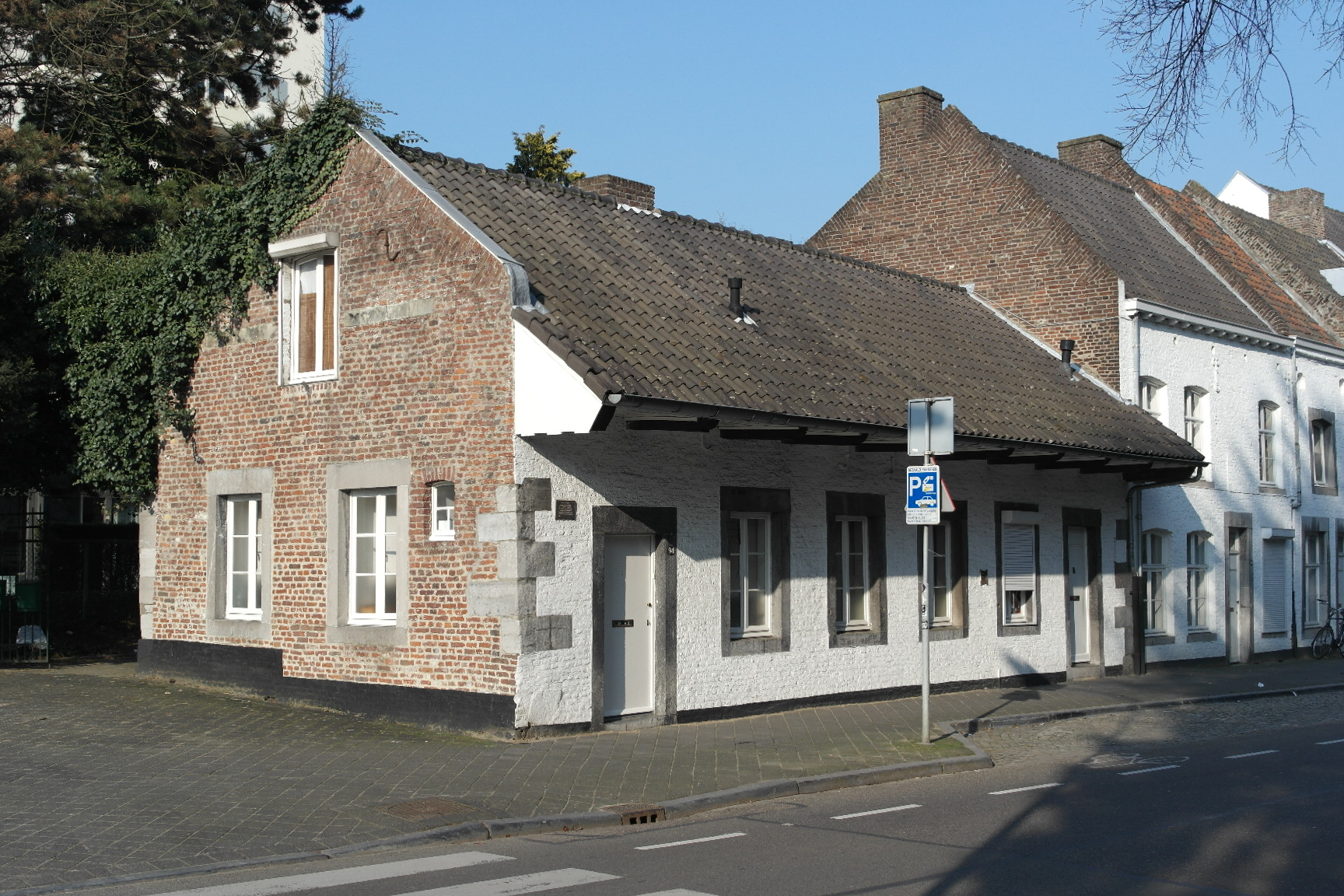
Wachthuis Tongersepoort
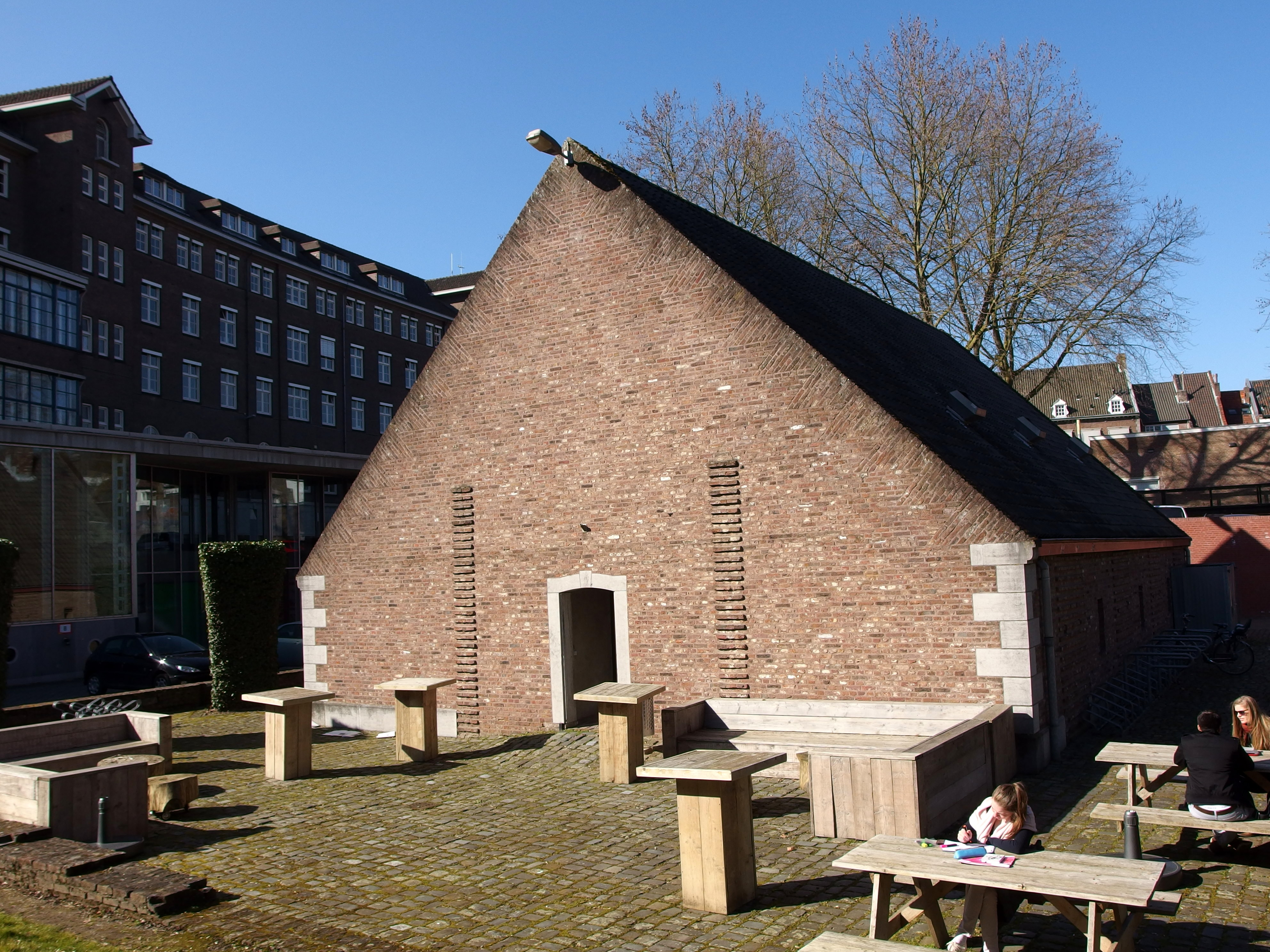
Kruithuis Bleekhof
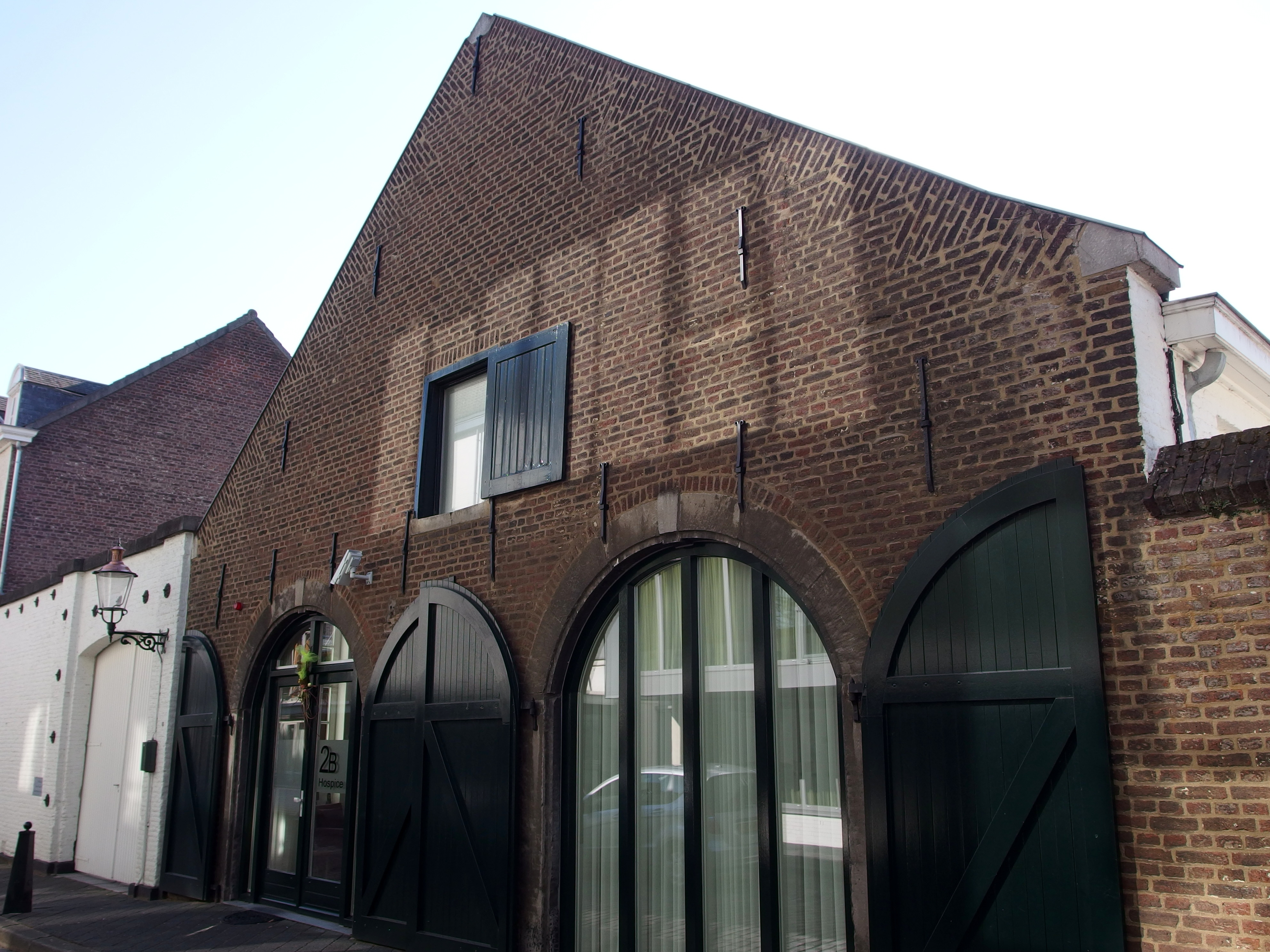
Kanonnenloods Abtstraat
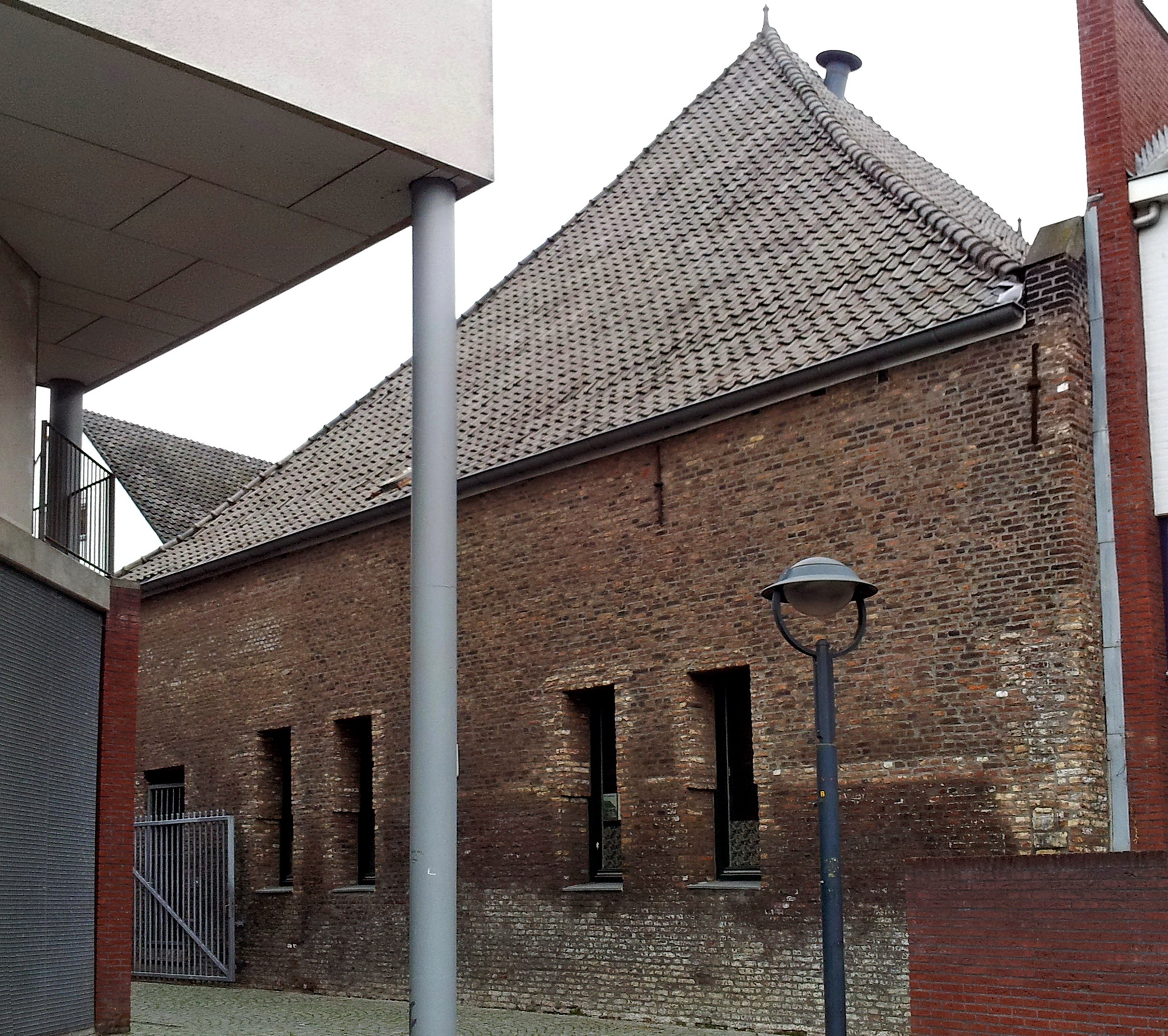
Jekermanege

### Tweede stadsmuur in de kunst
Veel oudere afbeeldingen waarop de tweede stadsmuur van Maastricht is te zien zijn stadspanorama's van Maastricht, al dan niet getekend of geschilderd tijdens een belegering, waarop delen van de muur 'toevallig' zijn afgebeeld. Pas vanaf de twee helft van de negentiende eeuw werd de stadsmuur, waarvan een groot deel toen al verdwenen was, door kunstenaars gezien als een 'waardig' artistiek onderwerp. Wellicht het meest gefotografeerde, geschilderde of getekende stadsgezicht van Maastricht is de in het groen ingebedde omgeving van de Pater Vincktoren met de afgebrokkelde stadsmuur.

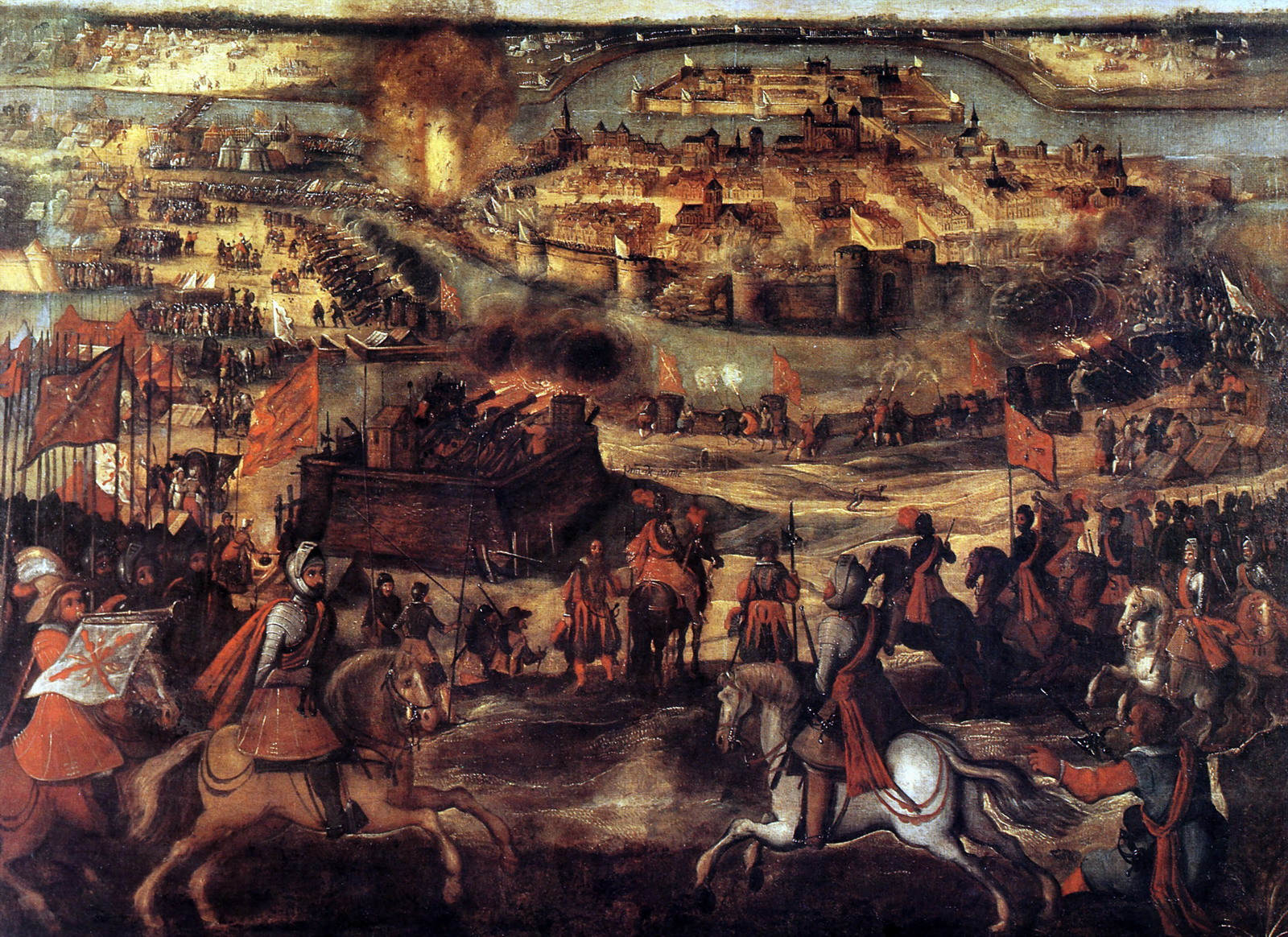
Beleg van Maastricht door Parma, 1579 (anoniem)
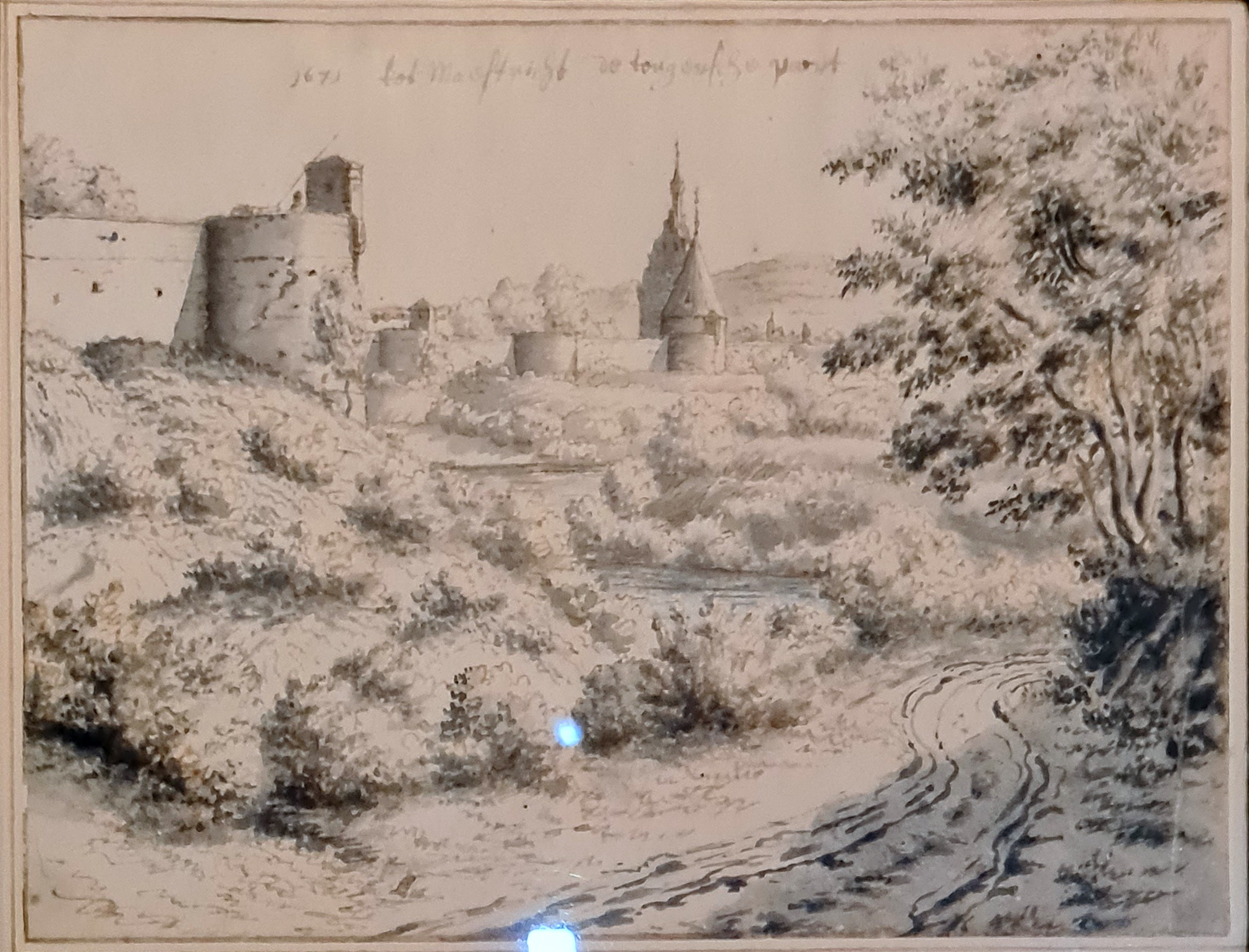
Omgeving Tongersepoort (Valentijn Klotz, 1671)
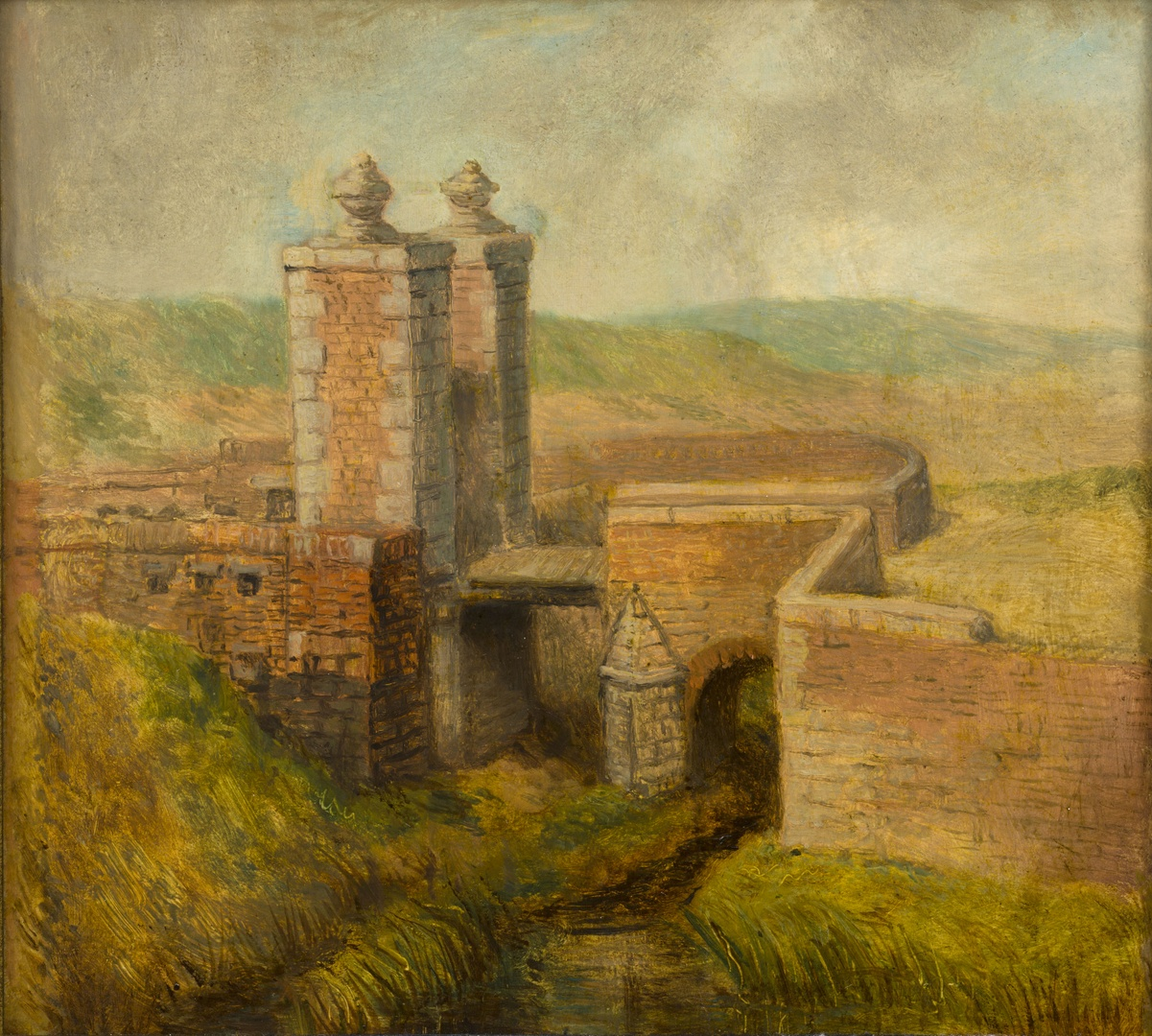
Brug bij Boschpoort (Théodore Schaepkens, 19e eeuw)
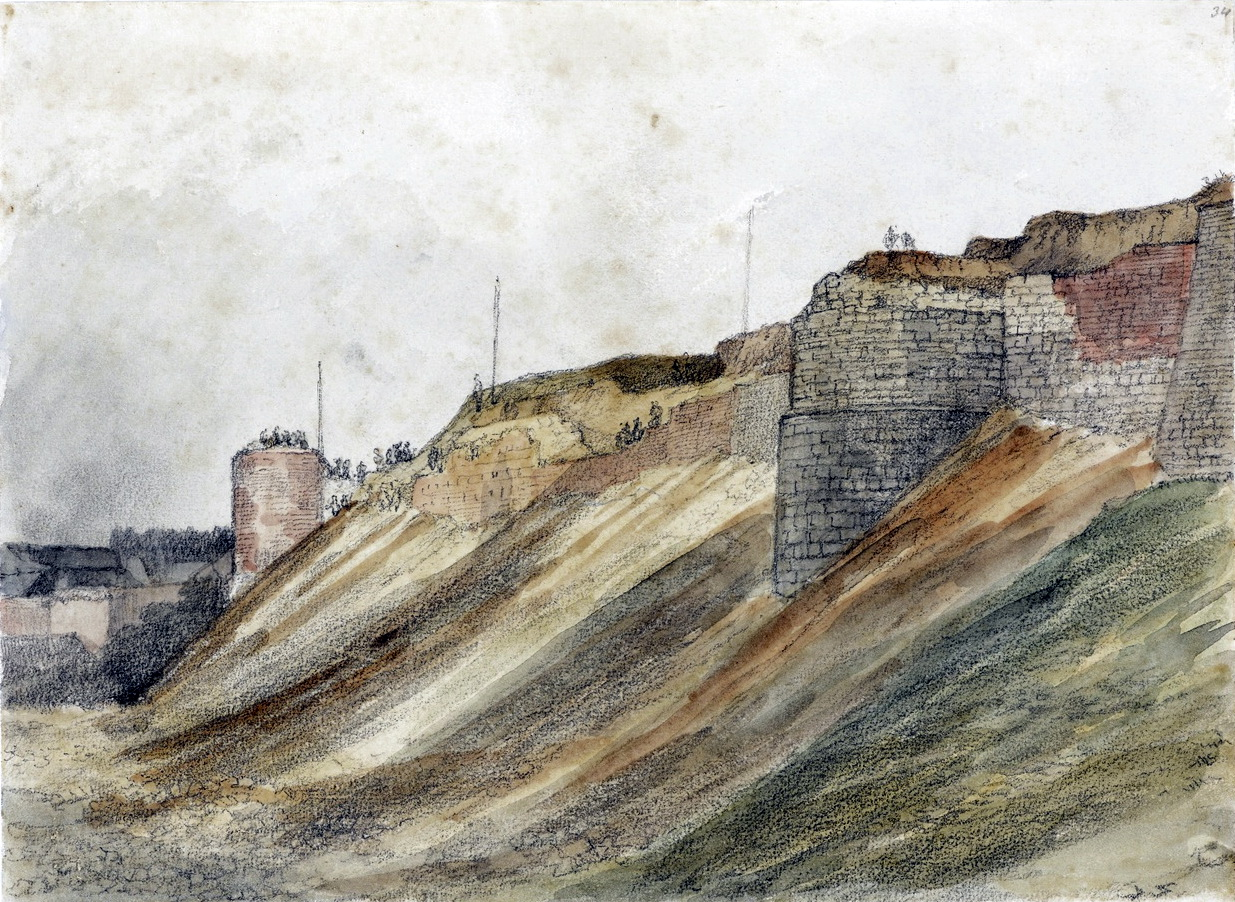
Westelijke stadsmuur tijdens sloop (Alexander Schaepkens, 19e eeuw)